# Наньтун
Наньту́н (кит. упр. 南通, пиньинь Nántōng) — городской округ в провинции Цзянсу КНР. Фактически является северным пригородом Шанхая, входит в Клуб городов-триллионников и в состав экономического региона Дельта Янцзы.

## География
Расположен на левом (северном) берегу Янцзы у её впадения в Восточно-Китайское море. На севере Наньтун граничит с Яньчэном, на западе — с Тайчжоу, на юге, через реку — с Уси, Сучжоу и Шанхаем, на востоке ограничен Восточно-Китайским морем.
Кроме того, на северном побережье острова Чунминдао расположены два городка — Цилун и Хайён — которые административно входят в состав уезда Цидун и района Хаймэнь (подавляющая часть острова входит в состав шанхайского района Чунмин). 
По мере того, как Янцзы приносит ил и другие отложения в свою дельту, морское побережье Наньтуна постоянно смещается в восточном направлении. В связи с наносами вдоль побережья Наньтуна регулярно проводятся дноуглубительные работы. В уезде Цидун имеется большой пресноводный болотный заповедник, в котором обитают сотни видов птиц. 

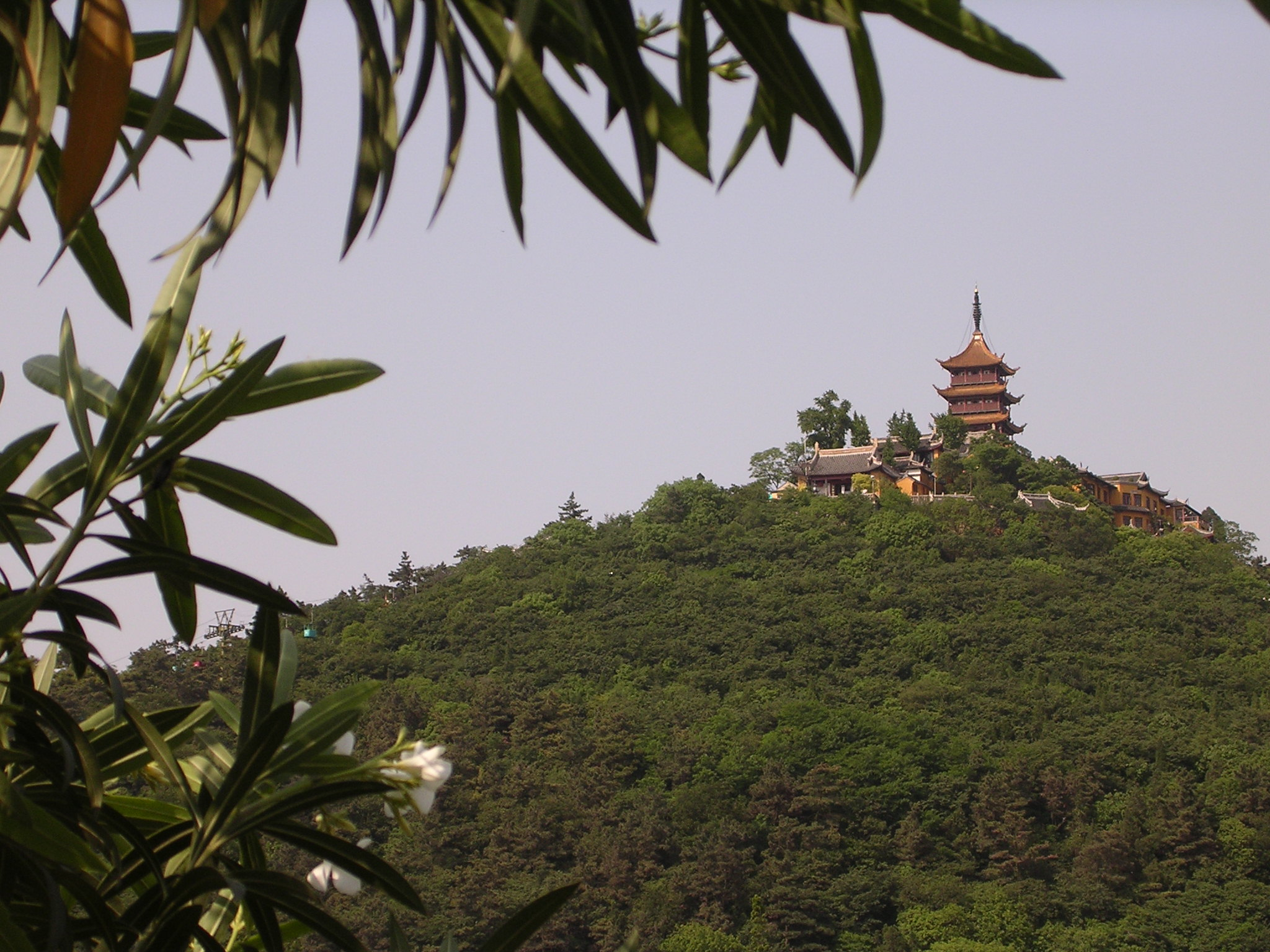
Буддийский храм на вершине холма Ланшань

По состоянию на 2016 год Наньтун входил в десятку городов Китая с самым чистым воздухом. 

### Климат
Наньтун расположен в зоне субтропического океанического климата. Зима в Наньтуне холодная и влажная, благодаря северо-западным ветрам ночами наблюдаются заморозки, хотя снегопады относительно редки. Лето жаркое и влажное, с частыми ливнями и грозами. Среднемесячные суточные температуры колеблются от + 3 ° C в январе до + 27,2 ° C в июле. Сезон дождей припадает на июнь и начало июля. Во второй половине лета морское побережье Наньтуна нередко оказывается под ударами тайфунов. 
30 апреля 2021 года на Наньтун обрушился шторм с градом и сильным ветром, в результате удара стихии 11 человек погибло и 102 получили ранения.

## История
Изначально территория дельты Янцзы входила в состав царства У, которое в 473 году до н. э. было завоёвано царством Юэ. В 333 году до н. э. эти земли захватило царство Чу, которое в 223 году до н. э. само попало под власть царства Цинь. Во времена империи Хань здесь был лишь небольшой песчаный остров вблизи побережья. Однако Янцзы приносила ил, который постепенно откладывался, в результате чего остров рос и в итоге соединился с материком. Во времена империи Тан здесь уже появился посёлок Цзинхай, где жили люди, занимавшиеся выпариванием соли. В этот период земли современного Наньтуна подчинялись властям соседнего Янчжоу.

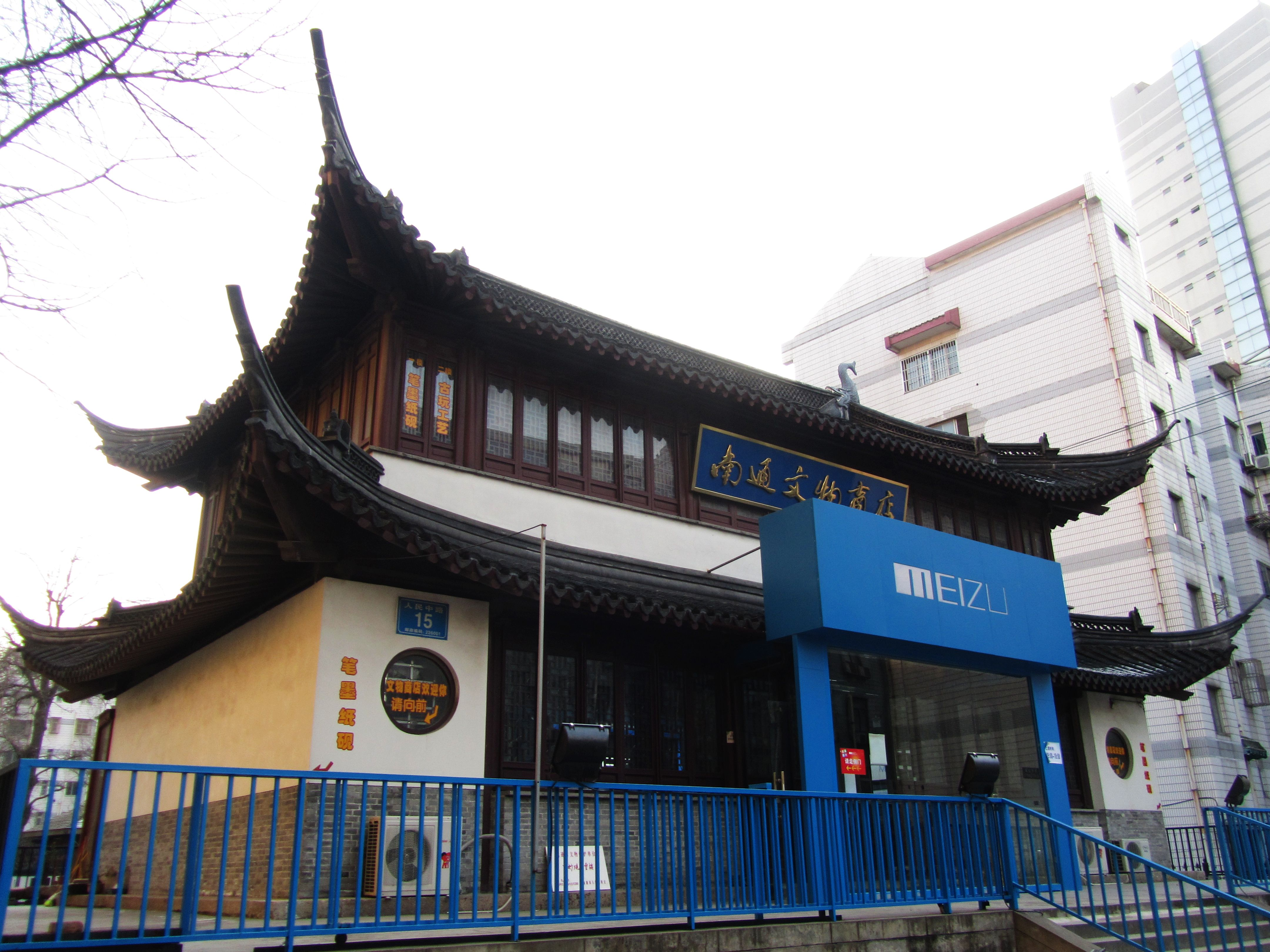
Храм Суаньмяо, основанный в эпоху империи Сун

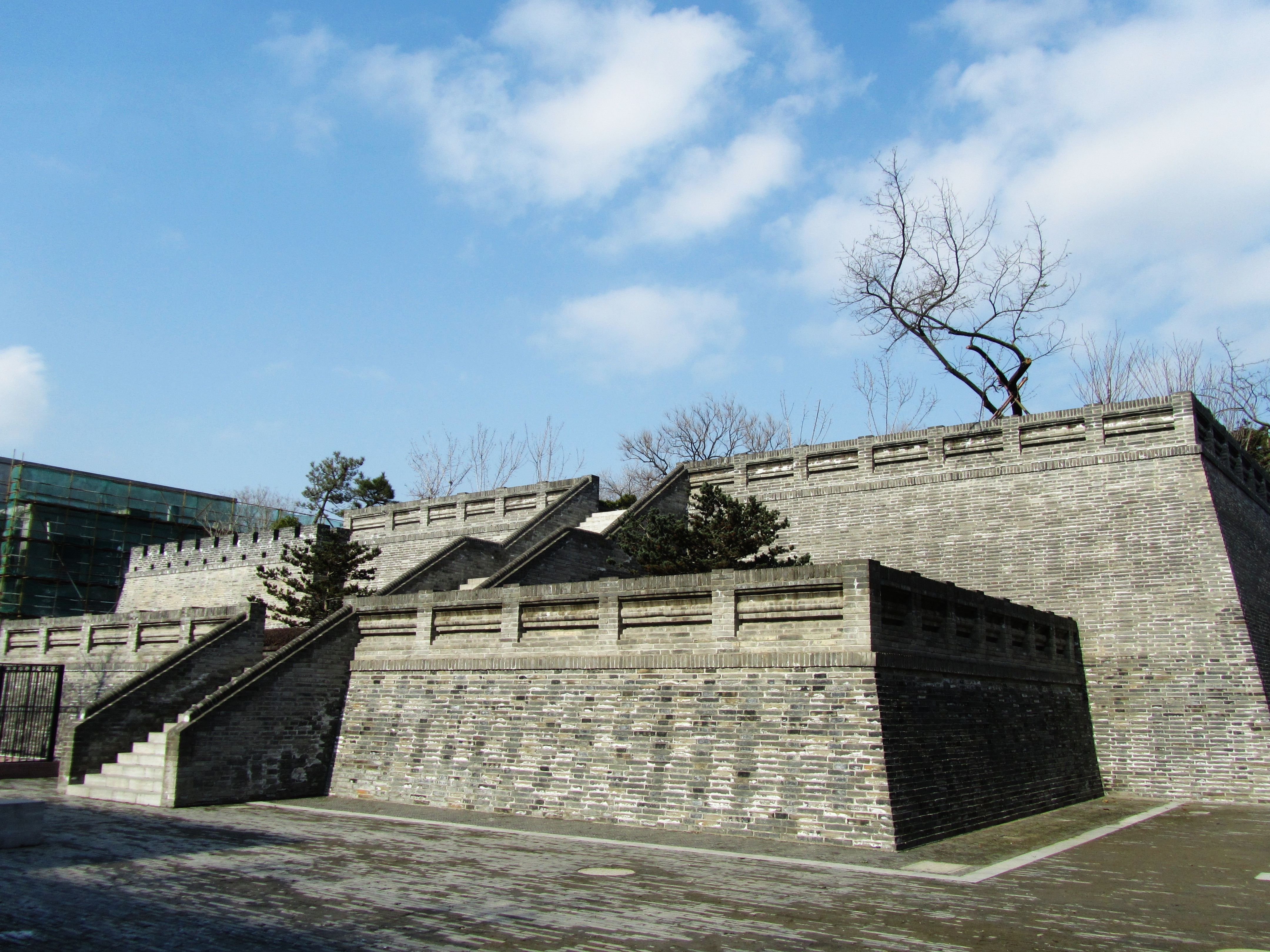
Северные ворота Наньтуна

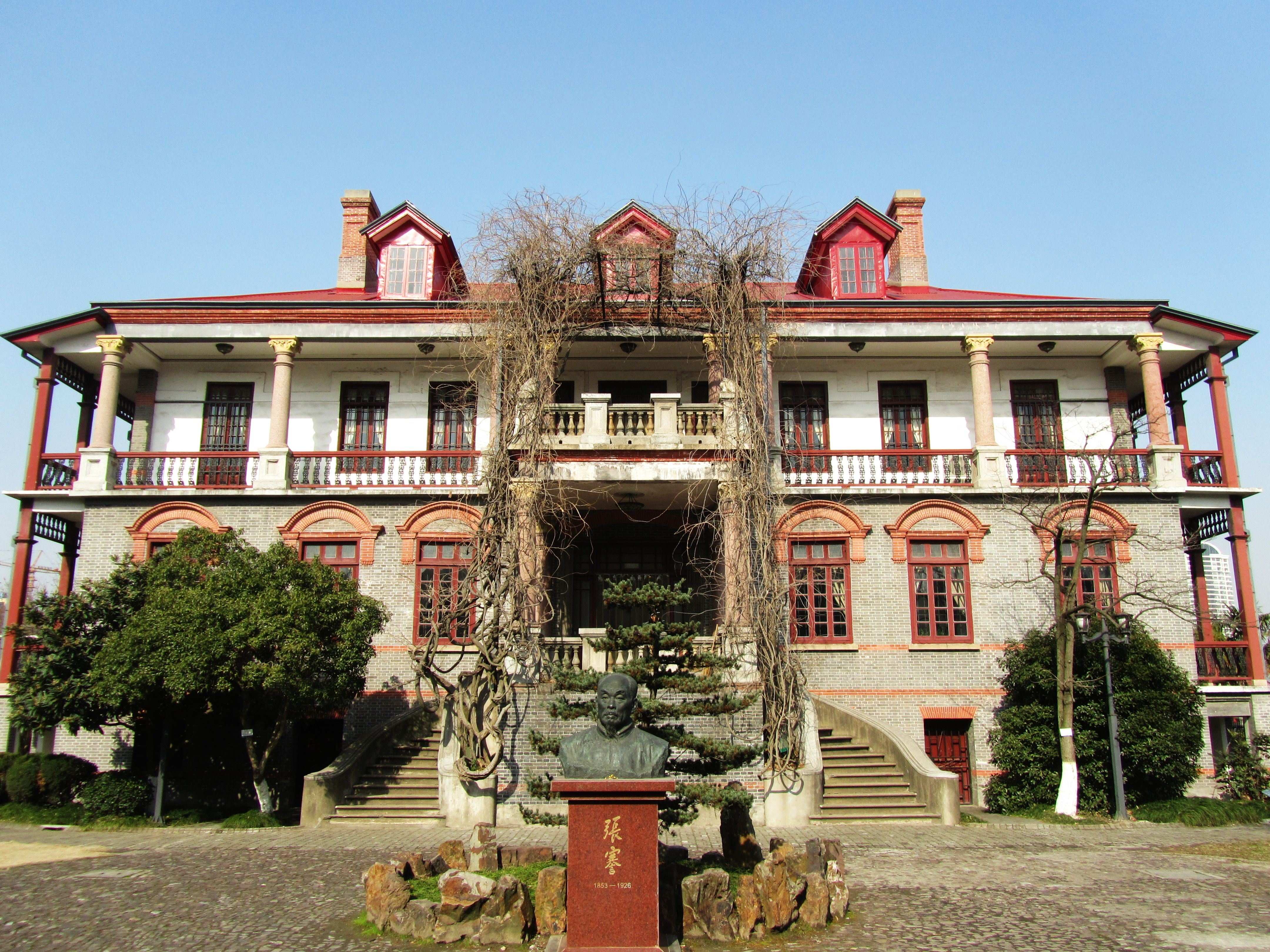
Наньтунский музей, основанный Чжан Цзяном в 1905 году

Во времена империи Поздняя Чжоу в 958 году здесь был образован Цзинхайский военный округ (静海军), вскоре преобразованный в область Тунчжоу (通州). Во времена монгольской империи Юань область Тунчжоу была в 1278 году поднята в статусе до региона Тунчжоу (通州路), но шесть лет спустя была вновь понижена в статусе до области. После основания китайской империи Мин был расформирован входивший в состав области уезд Цзинхай (静海县), и в подчинении властей области остался лишь уезд Хаймэнь (海门县). Минские власти вновь сосредоточили все административные функции в Янчжоу.  
Во времена маньчжурской империи Цин в 1672 году был расформирован и уезд Хаймэнь. В 1724 году область была поднята в статусе до «непосредственно управляемой» (то есть стала подчиняться напрямую властям провинции Цзянсу, минуя промежуточное звено в виде управы), и ей стали подчиняться уезды Жугао и Тайсин. Тогда же Тунчжоу был переименован в Наньтун («Южный Тун»), чтоб избежать путаницы с другим Тунчжоу, расположенным недалеко от Пекина. В 1768 году был создан Хаймэньский непосредственно управляемый комиссариат (海门直隶厅), напрямую подчинённый властям провинции Цзянсу. 
На рубеже XIX и XX веков местный магнат Чжан Цзянь превратил Наньтун в современный промышленный и культурный центр. Процветание Наньтуна опиралось на выращивание риса и хлопка, а также на производство соли, шёлка, голубого ситца (Nantong blue calico), муки, масла и рисового вина. 8 ноября 1911 года до властей Тунчжоу дошли известия об Учанском восстании, и здесь было создано военное правительство, объявившее о неподчинении имперским властям. После Синьхайской революции в Китае была проведена реформа административного деления, во время которой были упразднены области и комиссариаты. В 1912 году на землях, ранее напрямую подчинённых властям Тунчжоу, был образован уезд Наньтун (南通县), а Хаймэньский непосредственно управляемый комиссариат был преобразован в уезд Хаймэнь. В 1928 году был создан уезд Цидун.
Во время Японо-китайской войны эти места стали одной из баз действовавшей в японском тылу Новой 4-й армии китайских коммунистов, которые стали создавать свои органы местного управления. В 1941 году коммунистами был создан уезд Жуси (如西县), а в 1943 году — уезд Цзыши (紫石县). После окончания войны в 1945 году коммунисты заняли административный центр уезда Жугао, и уезд Жуси был переименован в Жугао, а восточная часть уезда Жугао была выделена в уезд Жудун. В 1948 году уезд Цзыши был переименован в Хайань.
После того, как в ходе гражданской войны дельта Янцзы окончательно перешла под контроль коммунистов, в феврале 1949 года урбанизированная часть уезда Наньтун была выделена в город Наньтун, а в апреле того же года был создан Специальный район Наньтун (南通专区), в состав которого вошли город Наньтун и 5 уездов. После того, как в 1953 году была создана провинция Цзянсу, город Наньтун стал городом провинциального подчинения, а в состав Специального района Наньтун вошло 7 уездов. 
В 1958 году город Наньтун также перешёл под юрисдикцию Специального района Наньтун, а уезд Чунмин был передан под юрисдикцию Шанхая, в результате чего в составе Специального района теперь находились 1 город и 6 уездов. В 1962 году город Наньтун вновь стал городом провинциального подчинения. В 1970 году Специальный район Наньтун был переименован в округ Наньтун (南通地区). В 1983 году были расформированы город Наньтун и округ Наньтун, и был образован городской округ Наньтун, при этом территория бывшего города Наньтун была преобразована в Городской район (城区) и Пригородный район (郊区). 
В 1984 году была создана Наньтунская зона экономического и технологического развития (NETDA). В 1989 году уезд Цидун был преобразован в городской уезд. В 1991 году уезд Жугао был преобразован в городской уезд, Городской район переименован в район Чунчуань, а Пригородный район — в район Ганчжа. В 1993 году уезд Наньтун был преобразован в городской уезд Тунчжоу. В 1994 году уезд Хаймэнь был преобразован в городской уезд. В 2009 году городской уезд Тунчжоу был преобразован в район городского подчинения. В 2018 году уезд Хайань был преобразован в городской уезд. В 2020 году Хаймэнь был преобразован в район городского подчинения, а район Ганчжа был присоединён к району Чунчуань.

## Население

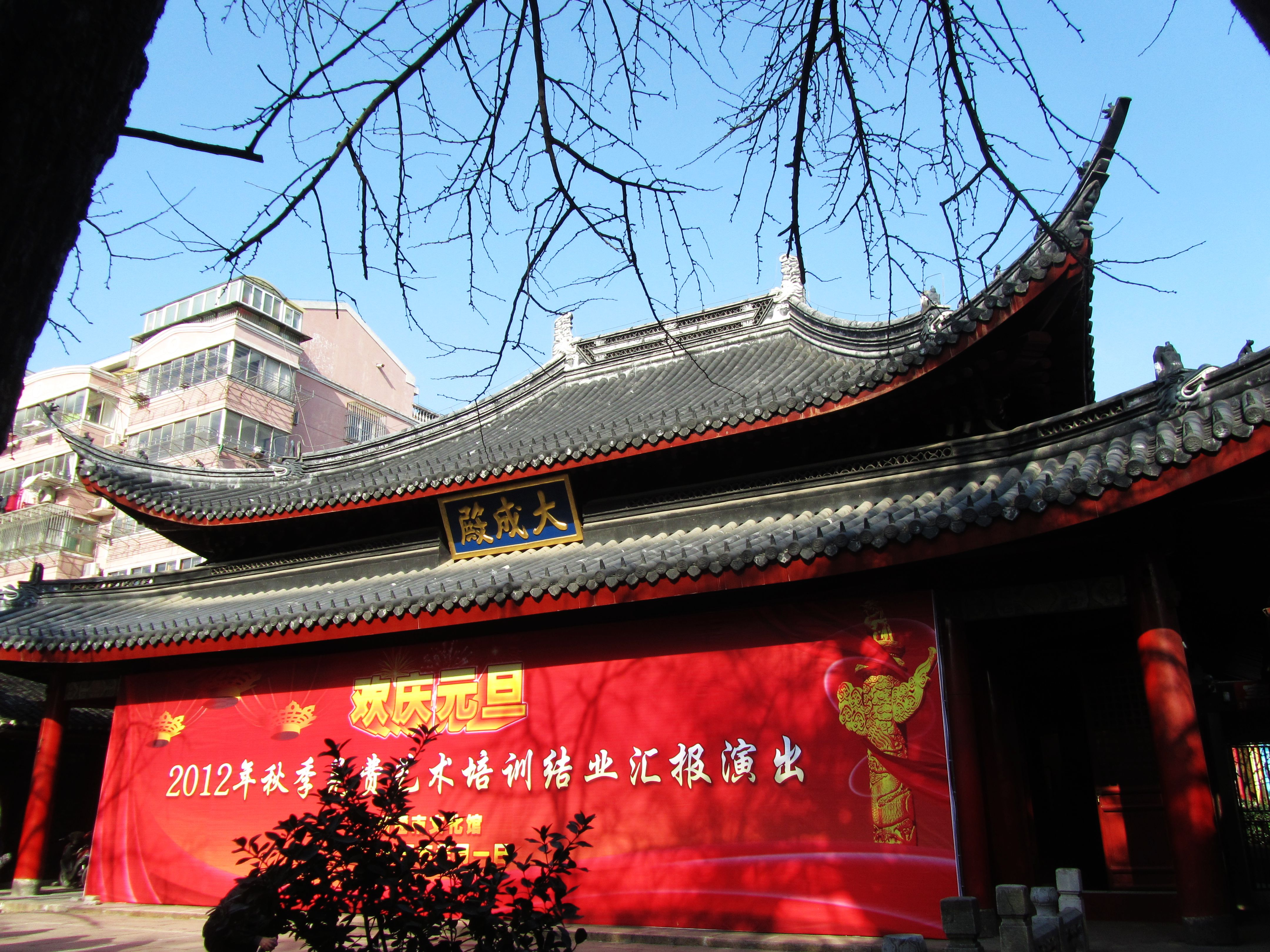
Конфуцианский храм в Наньтуне

Согласно переписи 2010 года в Наньтуне проживало 7,282 млн человек, в том числе 2 млн — в урбанизированной зоне, состоящей из районов Чунчуань, Хаймэнь и Тунчжоу.
Подавляющее большинство населения составляют ханьцы. Жители Наньтуна говорят на диалекте группы Нижней Янцзы севернокитайского языка (тун-тай мандарин или наньтунский диалект) и на местных диалектах северного у. Среди выходцев из Северного Китая преобладает пекинский диалект. 
Среди верующих жителей Наньтуна имеются буддисты, даосисты, католики и протестанты. В районе Хаймэнь базируется римско-католическая епархия. В уезде Цидун имеются места, которые, согласно мифологии, посещал даосский «бессмертный» Люй Дунбинь.

## Административно-территориальное деление
Городской округ Наньтун делится на 3 района городского подчинения, 3 города уездного значения и 1 уезд, которые в свою очередь делятся на 146 посёлков и уличных комитетов.
| Карта                                             | Карта    | Карта     | Карта         | Карта            | Карта         |
| ------------------------------------------------- | -------- | --------- | ------------- | ---------------- | ------------- |
| Чунчуань Тунчжоу Хаймэнь Хайань Жудун Цидун Жугао |          |           |               |                  |               |
| Статус                                            | Название | Иероглифы | Пиньинь       | Население (2020) | Площадь (км²) |
| Район                                             | Чунчуань | 崇川区    | Chóngchuān qū |                  | 349           |
| Район                                             | Тунчжоу  | 通州区    | Tōngzhōu qū   |                  | 1166          |
| Район                                             | Хаймэнь  | 海门区    | Hǎimén qū     |                  | 1148          |
| Городской уезд                                    | Жугао    | 如皋市    | Rúgāo shì     |                  | 1531          |
| Городской уезд                                    | Цидун    | 启东市    | Qǐdōng shì    |                  | 1191          |
| Городской уезд                                    | Хайань   | 海安市    | Hǎi'ān shì    |                  | 1108          |
| Уезд                                              | Жудун    | 如东县    | Rúdōng xiàn   |                  | 1872          |

## Экономика

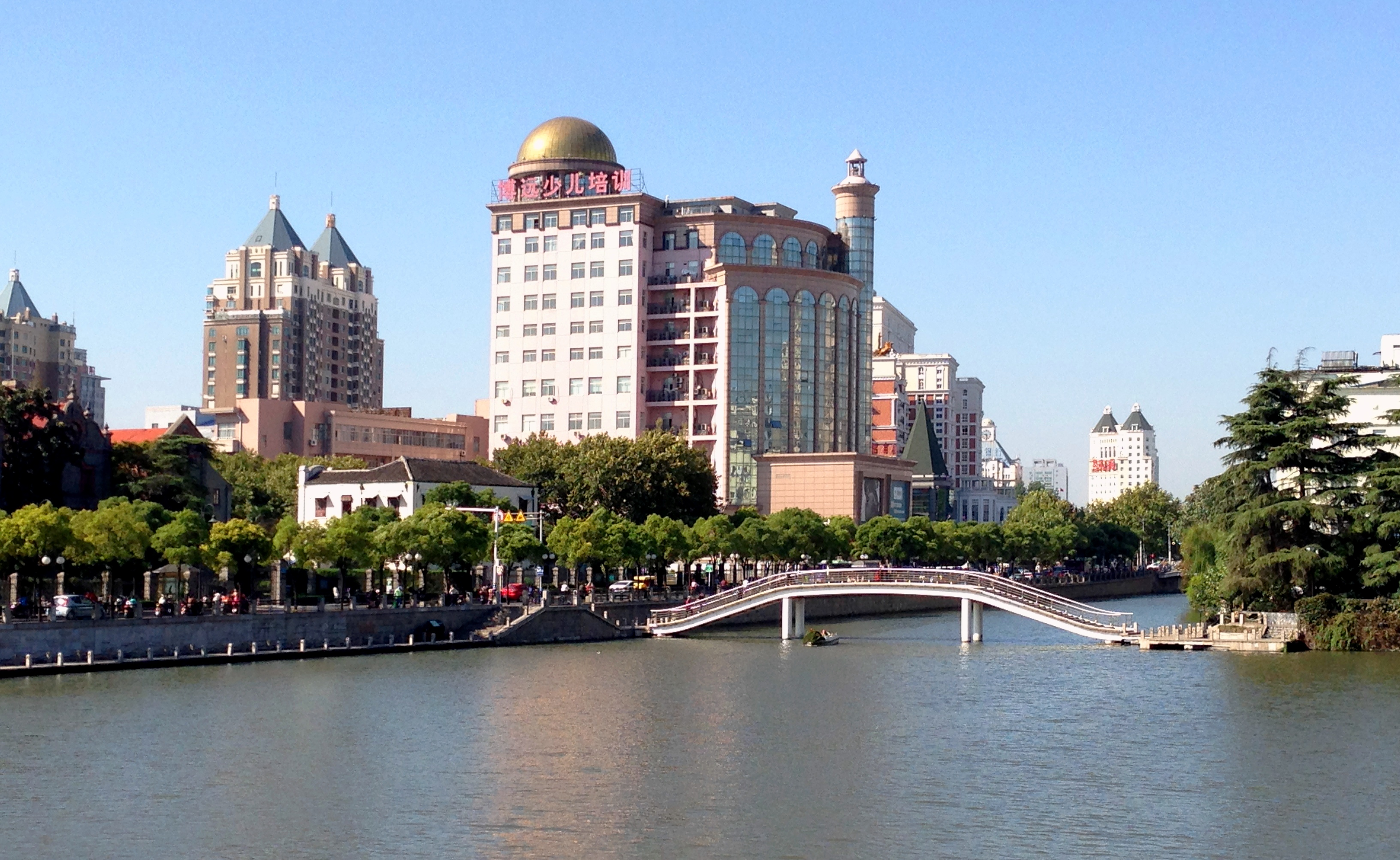
Квартал на берегу реки Хао

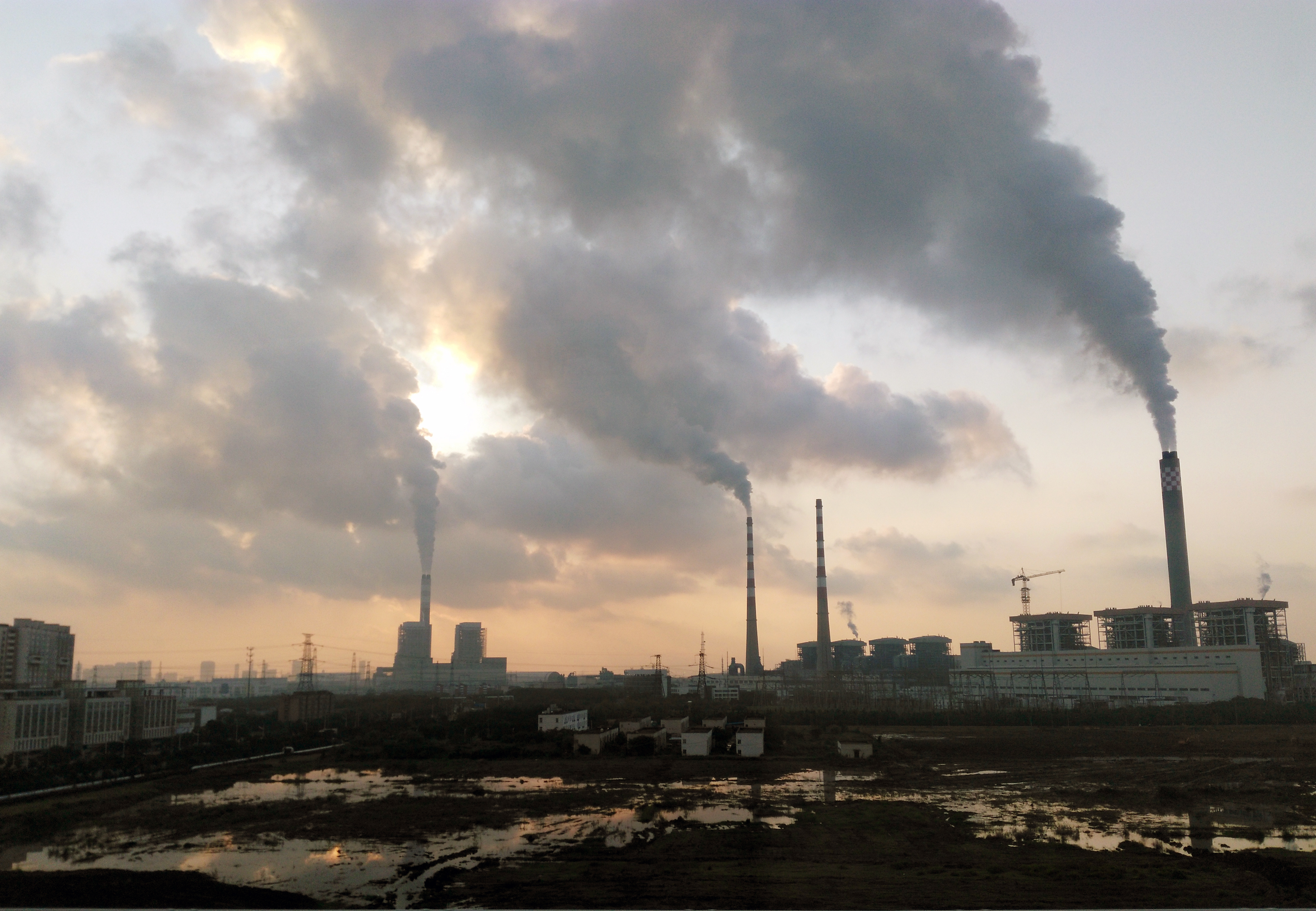
Наньтунская ТЭС

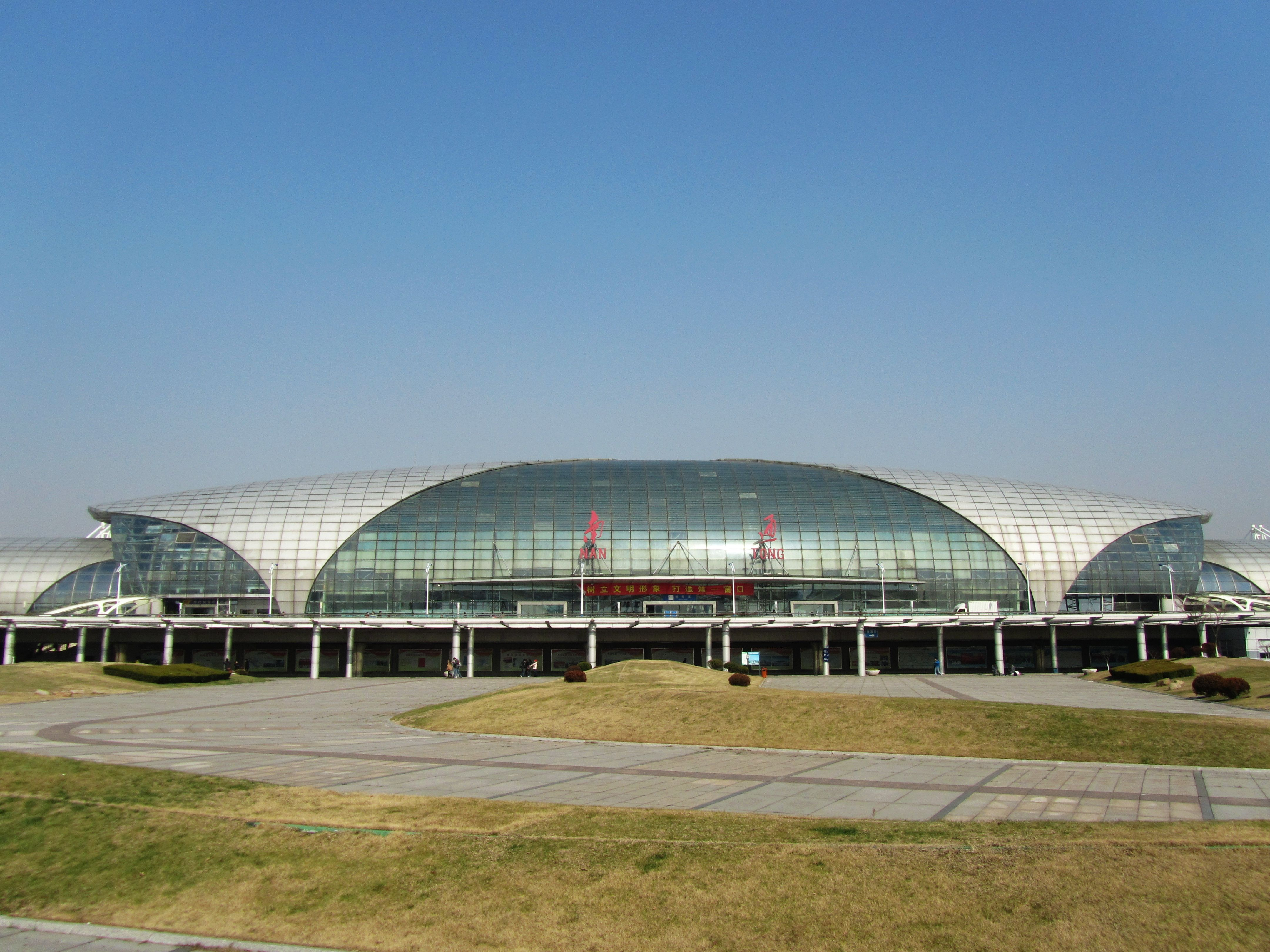
Железнодорожный вокзал Наньтуна

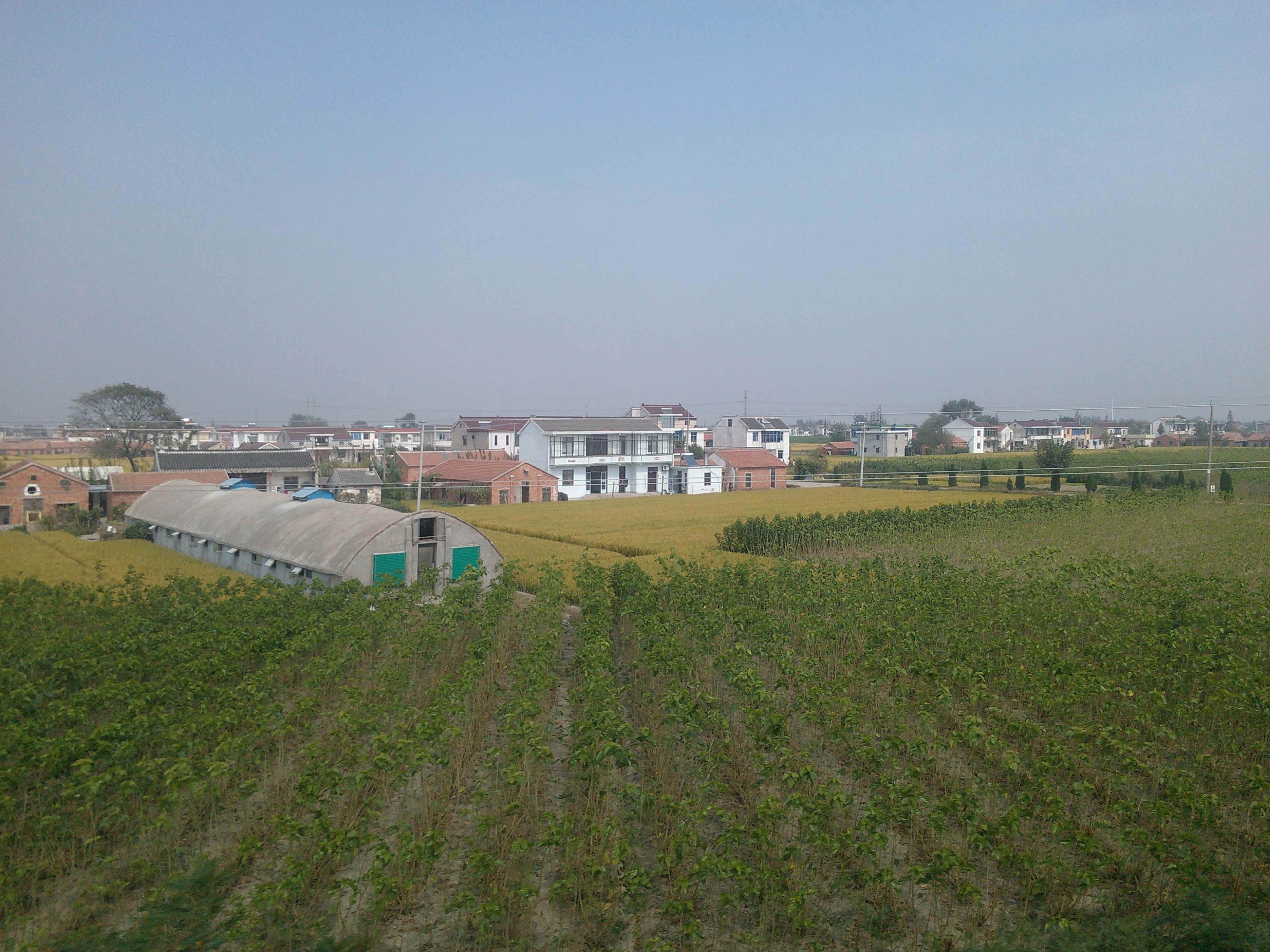
Фермы в уезде Хайань

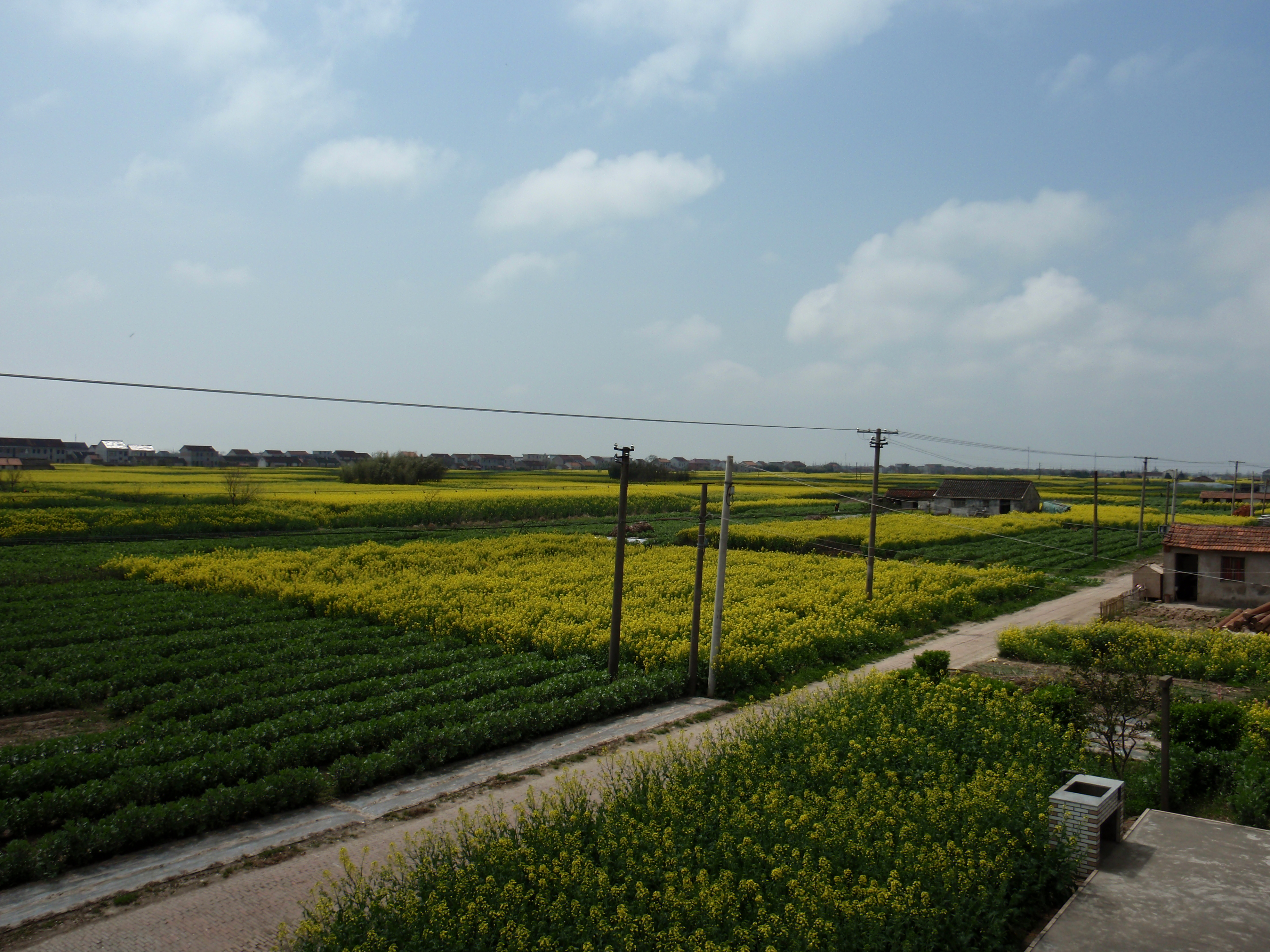
Рапсовые поля в уезде Цидун

В 1930-х годах экономика Наньтуна, ориентированная на внешние рынки, сильно пострадала от Великой депрессии и японской оккупации Китая. После окончания Гражданской войны власти приложили усилия для возрождения текстильной промышленности. С началом Политики реформ и открытости Наньтун стал одним из 14-и приморских городов, открытых для иностранных инвестиций. 
В 1990-х годах, благодаря притоку иностранных инвестиций и соседству с Шанхаем, Наньтун превратился в крупный портовый, логистический и промышленный центр. Однако индустриализация нанесла ощутимый урон окружающей среде, особенно загрязнив воздух и прибрежные воды. С конца 2000-х годов власти стали закрывать «грязные» производства и разбивать в округе парки и скверы.
В 2000-х ВВП Наньтуна рос наиболее быстрыми темпами среди всех округов Цзянсу (например, в 2005 году ВВП вырос на 15,4 %). В 2016 году ВВП Наньтуна составил 675 млрд юаней, заняв 21-е место среди городов и городских округов Китая, а в 2018 году — 842,7 млрд юаней.  

### Промышленность
В Наньтуне производят хлопчатобумажные и шёлковые ткани, пряжу, нити, химические волокна, готовую одежду, речные и морские суда, морские платформы, портовое и морское оборудование, оборудование для пищевой промышленности, электротехнику и электронику (в том числе компьютерные и автомобильные комплектующие), лекарства, продукты питания, прохладительные и спиртные напитки, строительные и упаковочные материалы, химические удобрения. Сохранились в округе и старинные ремёсла (кустарное производство синих набивных тканей, «резаного шёлка», матерчатой обуви, кунжутного печенья и лапши).
Среди крупнейших предприятий — судоремонтный завод COSCO Shipping Heavy Industry, судостроительные верфи COSCO / Kawasaki Heavy Industries, Sinopacific Shipbuilding Group, Jiangsu Hantong Ship Heavy Industry, Nantong Tongde Shipbuilding & Repairing, Nantong Gangzha Shipyard, Nantong Yahua Ship Manufacture и Keepel Shipyard, заводы морского оборудования ZPMC и Qidong Marine Engineering Company, завод холодильного оборудования Nantong Freezing Equipment Factory, завод трансформаторов Nantong Xiaoxing Transformer, завод электроники Tongfu Microelectronics, заводы автомобильных комплектующих Johnson Controls и Iochpe-Maxion, завод аккумуляторов Gotion, текстильные и швейные фабрики Toray Sakai Weaving & Dyeing, Empire Clothing, Nantong Taierte Clothing, Nantong Suzhong Textile, Nantong Printing and Dyeing, Nantong №2 Yarn-dyed Weaving Mill, фармацевтические фабрики Merck и Nantong General Pharmaceutical Factory, химические заводы Hengli Petrochemical и Nantong Xingchen Synthetic Material, фабрика бумажной упаковки Oji Paper.

### Энергетика
В Наньтуне расположена крупная угольная ТЭС компании China Energy Investment Corporation. На шельфе вдоль морского побережья построены несколько больших ветряных электростанций.

### Строительство и недвижимость
В 2000-х и 2010-х годах в Наньтуне наблюдался строительный бум, ежегодно возводились значительные объёмы офисной, жилой и торговой недвижимости. По состоянию на 2020 год самыми высокими зданиями Наньтуна были 53-этажный Nantong Zhongnan International Plaza (273 м), 47-этажный Harmony Square (205 м), 40-этажный Golf Apartments Main Tower (200 м), 52-этажный Nantong Hotel (183 м), 43-этажный Qidong Bo Holy Place (168 м), 37-этажный International Trade Center (165 м) и 42-этажный Star Yao Square (159 м).

### Туризм
К достопримечательностям Наньтуна на выходных любят приезжать туристы из Шанхая и Нанкина. В Наньтуне расположено несколько престижных отелей, в том числе международных сетей InterContinental, Holiday Inn, Hilton Garden Inn, Mercure, Ibis Styles, Ascott, Hanting Express и GreenTree Inns.

### Зонирование
- Nantong Economic & Technological Development Area (логистика, новые материалы, зелёная энергетика, производство химической продукции, фармацевтики, промышленного оборудования, оптики и электроники)
  - Nantong Export Processing Zone
  - New Material Park
  - Opto-mechatronics Industrial Park
  - NETDA Business Park
- Nantong Binhai Park (логистика, портовое хозяйство, зелёная энергетика, новые материалы, производство промышленного оборудования и электроники)
- China Singapore Sutong Science & Technology Park (логистика, зелёная энергетика, защита окружающей среды)
- Gangzha Economic Development Zone (логистика, новые материалы, автомобильные комплектующие и промышленное оборудование)

### Сельское хозяйство
В сельских районах округа выращивают рис, пшеницу, ячмень, кукурузу, хлопок, сахарный тростник, рапс, сою, арахис, ямс, кресс-салат, арбузы, дыни, канталупы, мэйхуа, груши, персики, апельсины, цветы, грибы и гинкго, разводят тутового шелкопряда, жемчужниц, раков, мохнаторуких крабов, креветок, свиней, молочных коров и домашнюю птицу. В деревнях широко распространены тепличные и рыбные хозяйства. Органическое сельское хозяйство ориентировано на быстрорастущий ранок Шанхая. В прибрежных районах развиты рыболовство и солеварение.

## Транспорт

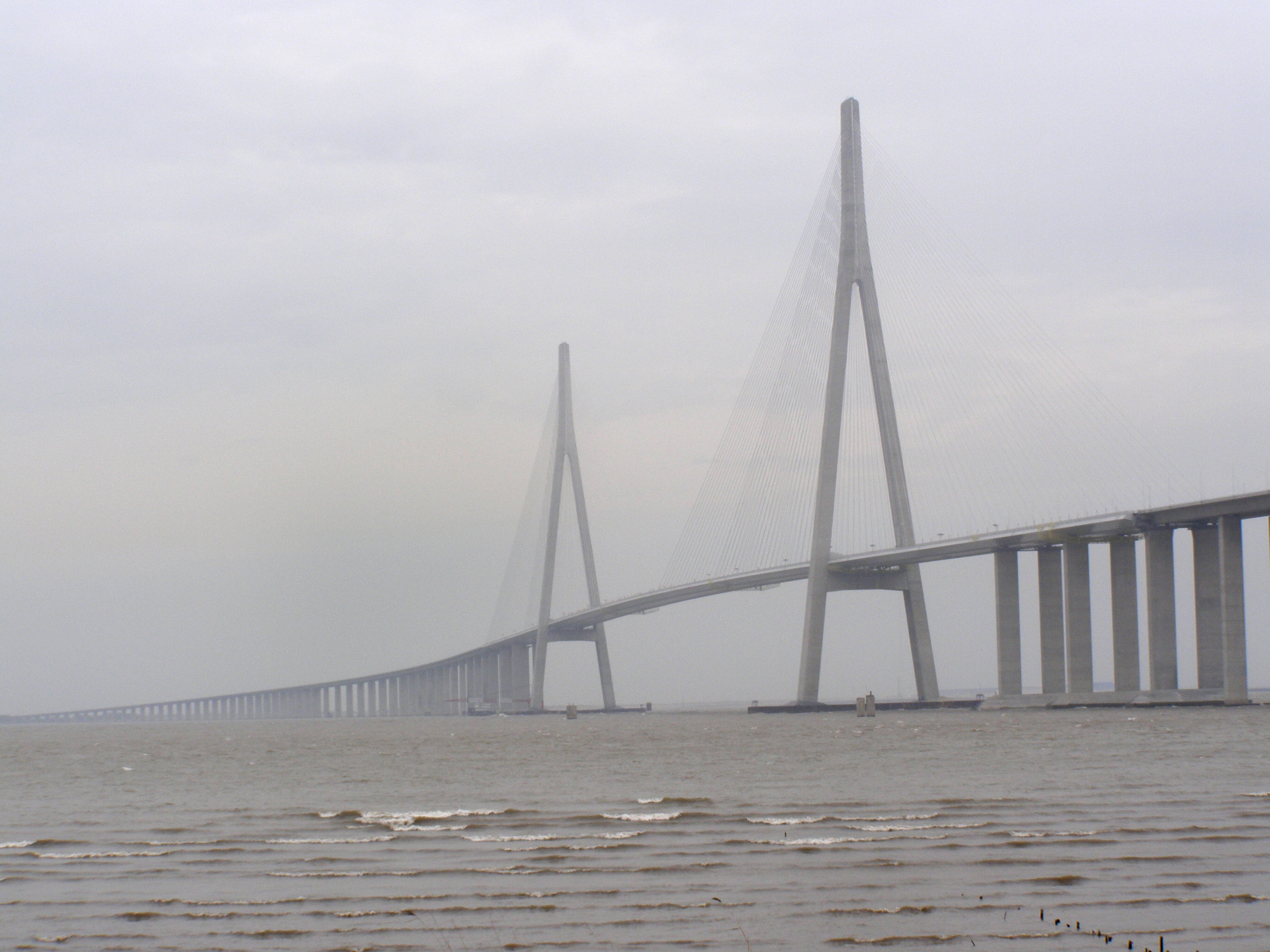
Мост Сутун

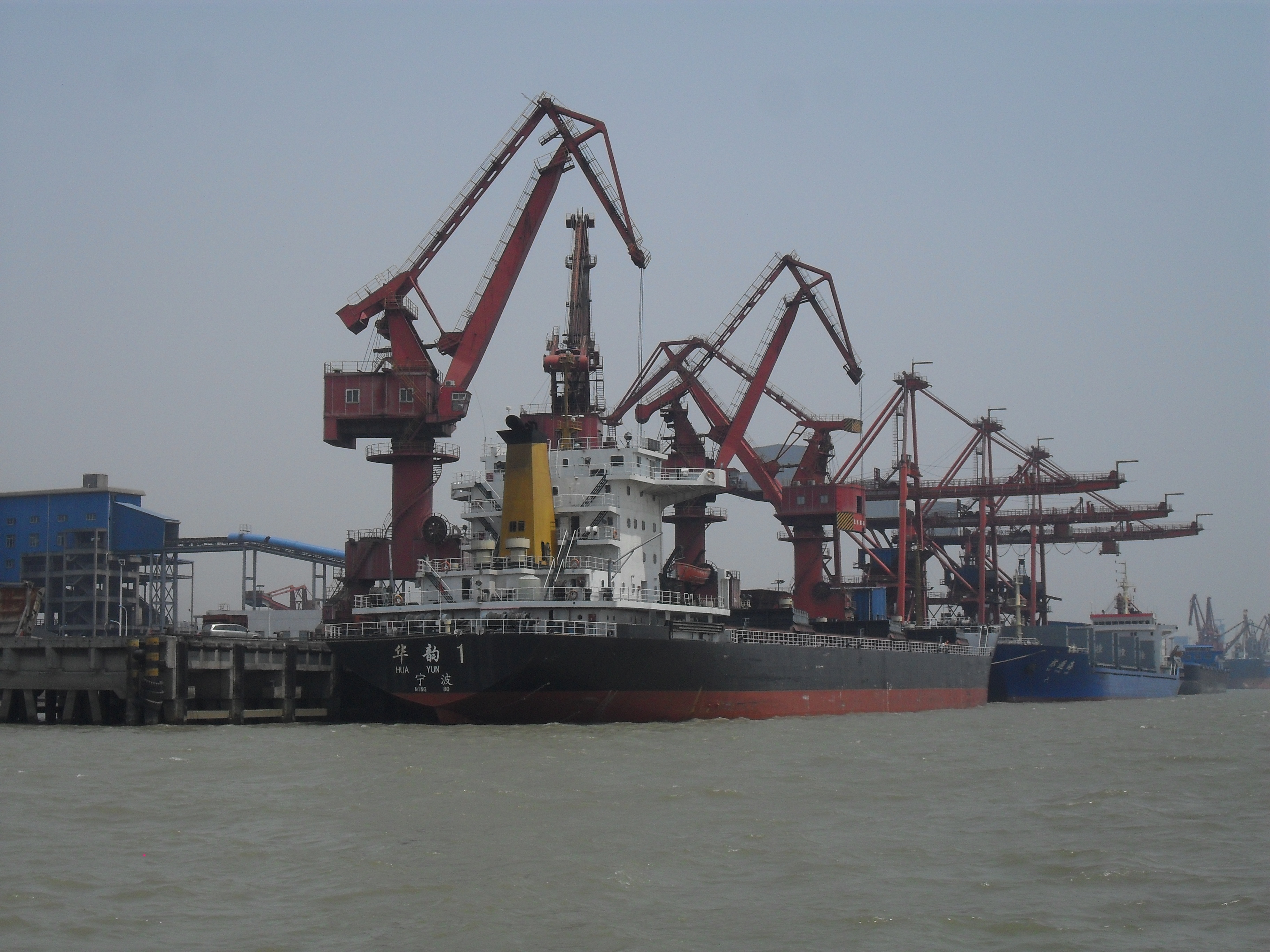
Порт Наньтуна

Паром на Янцзы в Наньтуне

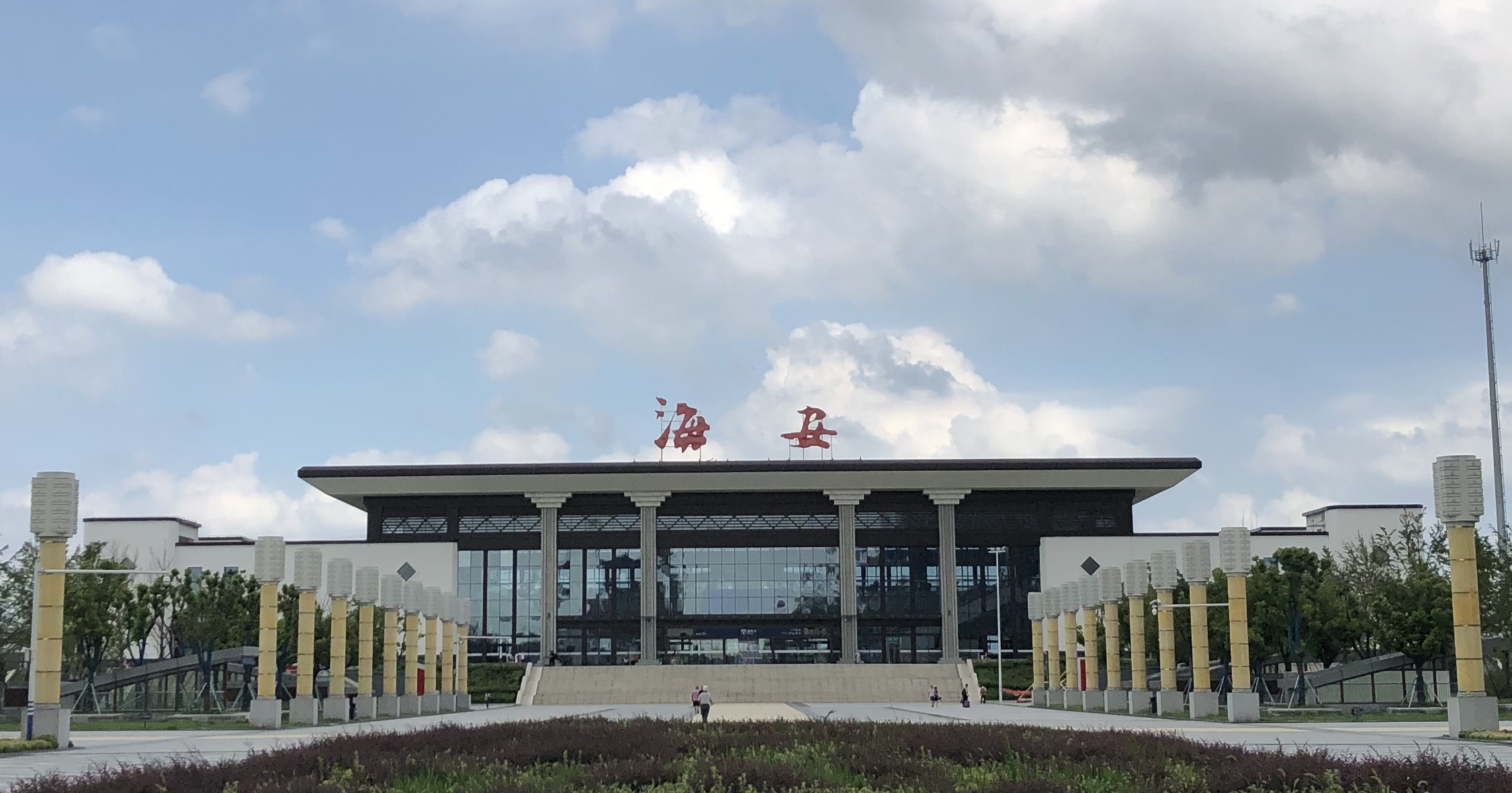
Вокзал Хайаня

Три моста связывают Наньтун с южным берегом Янцзы:
- Автомобильный мост Чунмин — Цидун или Чунци (Chongming–Qidong Yangtze River Bridge), по которому проходит скоростная магистраль G40 (Шанхай — Сиань), соединяет уезд Цидун с островом Чунмин. 6,8-километровый мост был введён в эксплуатацию в 2011 году.
- Автомобильный мост Сутун (Sutong Yangtze River Bridge), по которому проходит скоростная магистраль G15 (Шэньян — Хайкоу), соединяет район Чунчуань с уездом Чаншу городского округа Сучжоу. 8,2-километровый мост был введён в эксплуатацию в 2008 году.
- Автомобильно-железнодорожный мост Хутун (Hutong Yangtze River Bridge), по которому проходят скоростная магистраль S19 (Наньтун — Уси) и железная дорога Наньтун — Шанхай, соединяет район Тунчжоу с уездом Чжанцзяган городского округа Сучжоу. 11-километровый мост был введён в эксплуатацию в 2020 году[18][19].

По территории Наньтуна, в том числе по дну реки Янцзы (через 10,2-километровый тоннель), пролегает магистральный газопровод Юнцин — Шанхай.

### Водный
Старые речные причалы сосредоточены вдоль берега Янцзы в районах Чунчуань и Хаймэнь. Основные причалы Наньтунского морского порта расположены в Жудуне и Цидуне. Контейнерный терминал принадлежит China COSCO Shipping, зерновой терминал — COFCO Group. В уезде Жудун имеется СПГ-терминал, принимающий газовозы из России, Индонезии и Австралии.
Несмотря на наличие трёх автомобильных мостов, на Янцзы продолжают функционировать многочисленные грузопассажирские паромы, связывающие Наньтун с Шанхаем и Сучжоу на другом берегу реки. Также имеются быстроходные пассажирские суда дальнего следования и грузовые баржи, которые регулярно плавают из Наньтуна в Нанкин, Уху, Ухань и Чунцин.

### Железнодорожный
Через территорию Наньтуна проходят железные дороги Нанкин — Цидун (Ningqi railway), Синьи — Чансин (Xinchang railway), Хайань — Жудун (Hai'an — Rudong railway) и Наньтун — Шанхай (Tonghu railway). Строятся скоростная линия Наньтун — Нинбо и грузовая линия между портами Янкоу и Люйсы. Основными пассажирскими узлами являются вокзалы «Наньтун», «Наньтун Западный», «Хайань» и «Цидун». Важное значение имеют грузовые железнодорожные перевозки, которые связывают Наньтун с городами Юго-Восточной и Центральной Азии, Восточной Европы.

#### Метрополитен
В 2017 году началось строительство 39-километровой линии № 1 Наньтунского метро (Nantong Rail Transit), а в 2018 году — 21-километровой линии № 2. Узловые станции метро имеют пересадку на линии пригородных электричек и высокоскоростные железнодорожные линии, ведущие в Шанхай, Нанкин и Нинбо. Первая линия метрополитена с 28 станциями открылась 10 ноября 2022 года.

### Авиационный
Международный аэропорт Наньтун Синдун расположен в районе Тунчжоу. Введён в эксплуатацию в 1993 году, в 2014 году построен терминал № 2. В 2018 году аэропорт обслужил 2,77 млн пассажиров и обработал почти 43 тыс. тонн грузов. На территории района Хаймэнь планируется построить новый аэропорт «Наньтун», который станет третьим международным аэропортом Шанхая (после Пудуна и Хунцяо).

## Образование

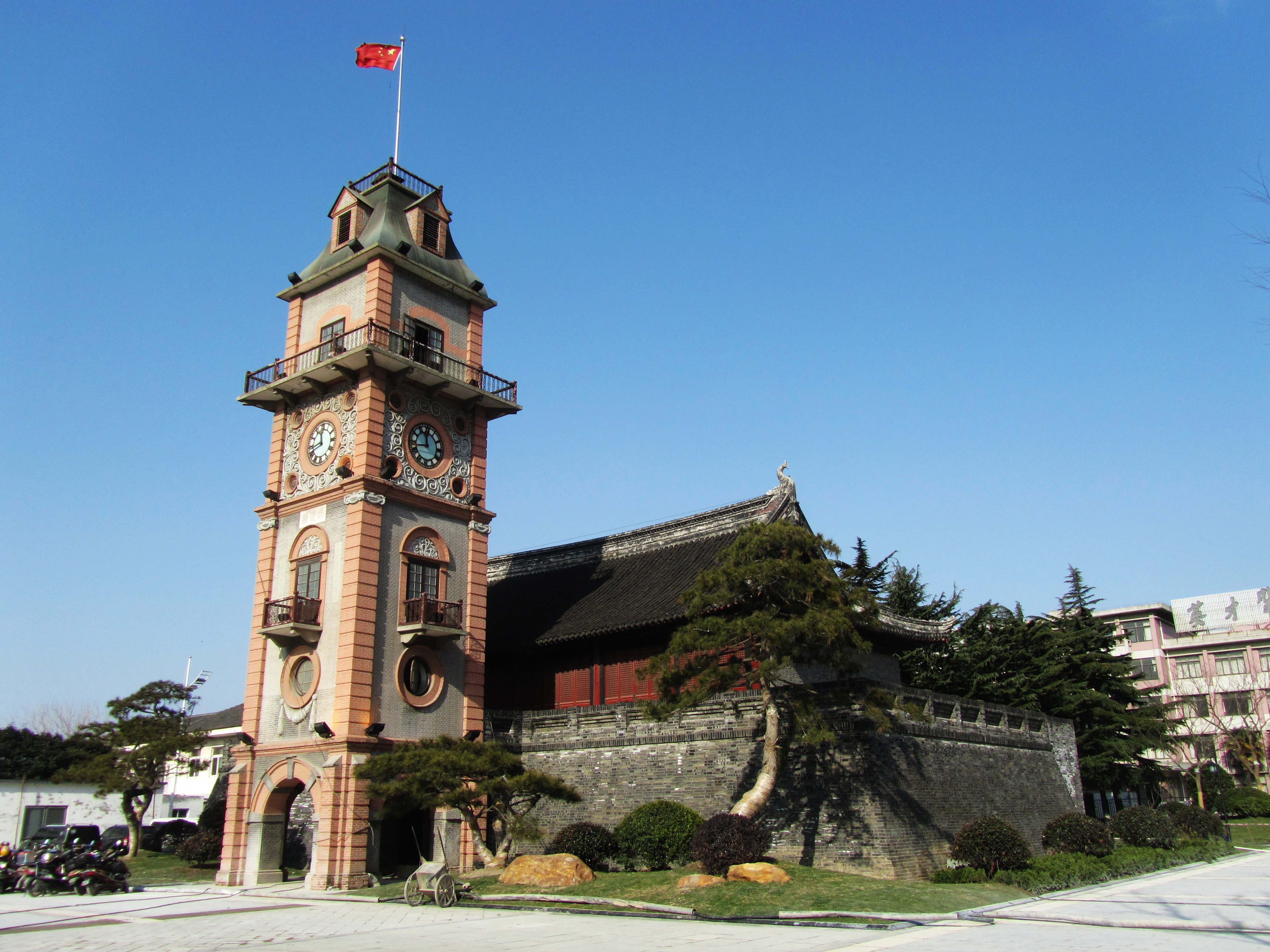
Наньтунская средняя школа

В начале XX века местный магнат и просветитель Чжан Цзянь основал в Наньтуне среднюю школу и первый в стране педагогический колледж. Кроме того, его усилиями были учреждены первый в Китае народный музей, библиотека и театр, которые превратили Наньтун в крупный культурный центр. В Наньтуне были открыты первые в Китае школа текстильной промышленности, школа вышивания, драматическая школа, школа для глухих и слепых, а также первая в стране метеостанция. 
В округе базируется Наньтунский университет, образованный путём слияния медицинского, педагогического и инженерного колледжей. В четырёх кампусах университета обучается свыше 30 тыс. студентов. Также в Наньтуне расположены академия каллиграфии Гуохуа и престижная Международная школа Сталфорд.

## Культура

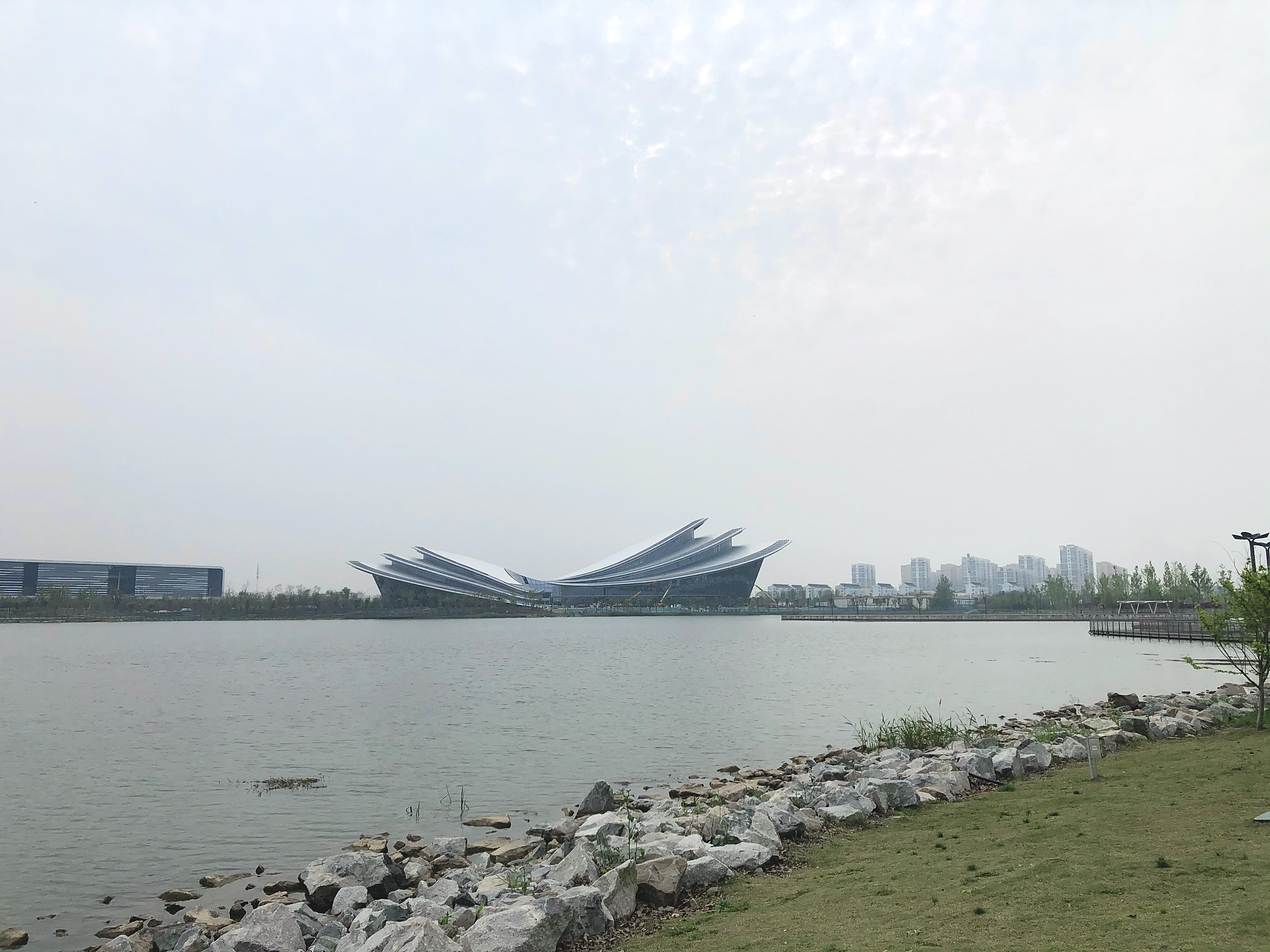
Цидунский Большой театр

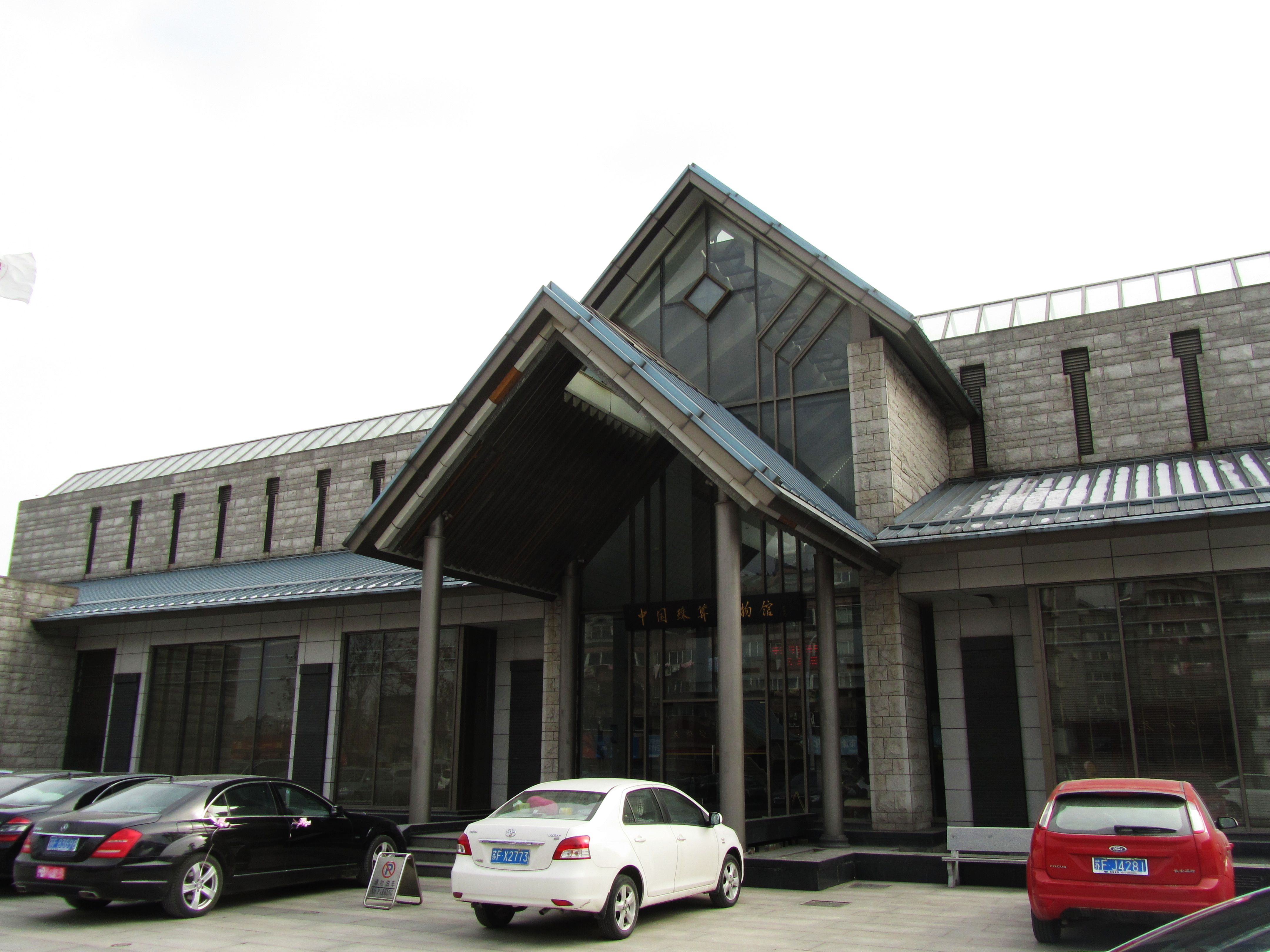
Музей китайских абаков

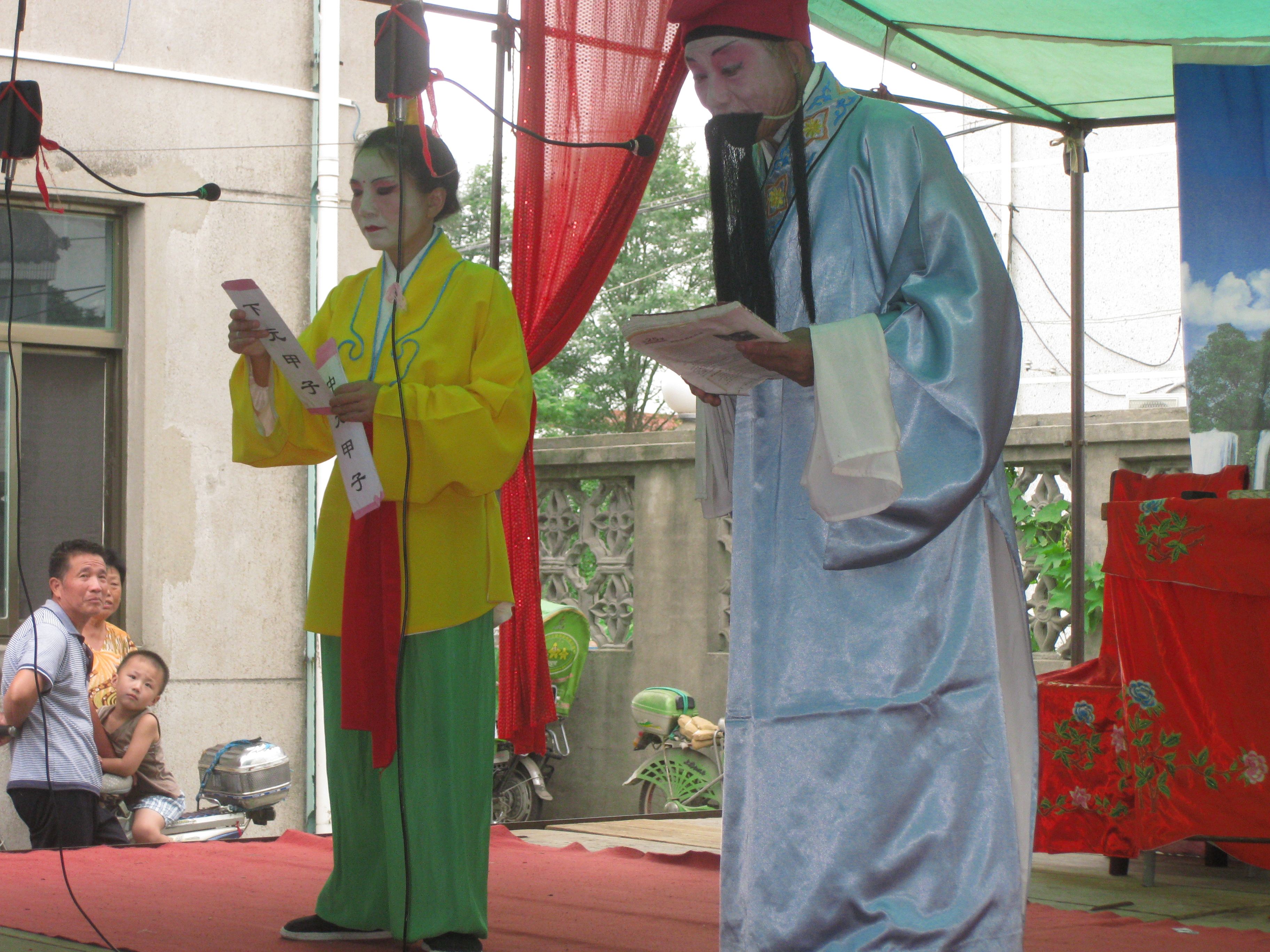
Выступление артистов оперы Тунцзи

В районе Цидун построен современный театральный комплекс, который имеет два зала — большой на 1200 мест и меньший на 400 мест. Здесь проводятся различные театральные представления (опера, балет, спектакль), музыкальные концерты и конференции.  
В Наньтуне развиты театральное, музыкальное, цирковое и изобразительное искусство. В начальных школах округа проходят занятия по пекинской опере. В районе Хаймэнь существует традиция народных песен, которые представляют собой разновидность китайской оперы и песен на языке у. Первые упоминания о хаймэньских песнях встречаются в текстах эпохи династии Мин.
В сельской местности Наньтуна популярна локальная разновидность китайской оперы — опера Тунцзи или опера Тун. Она поётся на наньтунском диалекте и сопровождается гонгом и барабаном. Опера Тунцзи зародилась в период империи Цинь в результате синтеза религиозных ритуалов с театром, и стала популярным видом искусства в период династии Тан; однако лишь в цинский период артисты стали выходить на сцену. В 2008 году опера Тунцзи была внесена в национальный список нематериального культурного наследия.

### Музеи
В старом городе района Чунчуань расположено множество музеев: 
- Наньтунский музей
- Музей китайских абаков
- Китайский музей аудита
- Музей реки Хаохэ
- Музей голубого ситца
- Музей китайского спорта
- Городской музей
- Наньтунский музей науки и технологий

Среди других музеев Наньтуна — Мемориальный музей Красной Армии в Жугао и музей науки и технологий в Хаймэне.

### Кухня
Наньтун славится своими местными блюдами, такими как вяленная ветчина из Жугао, ферментированный доуфу и морепродукты.

## Достопримечательности
- Старый город района Чунчуань окружён рекой Хао, которая известна как «Изумрудное ожерелье Наньтуна». Это единственный в Китае старинный городской ров, сохранившийся до наших дней в центральной части города. Река и каналы образуют два острова — большой Северный и меньший Южный, застроенные историческими особняками. На берегах реки Хао расположено более десяти музеев, а также различные выставочные центры и художественные галереи, зоопарк, парк развлечений и сад бонсай[33].

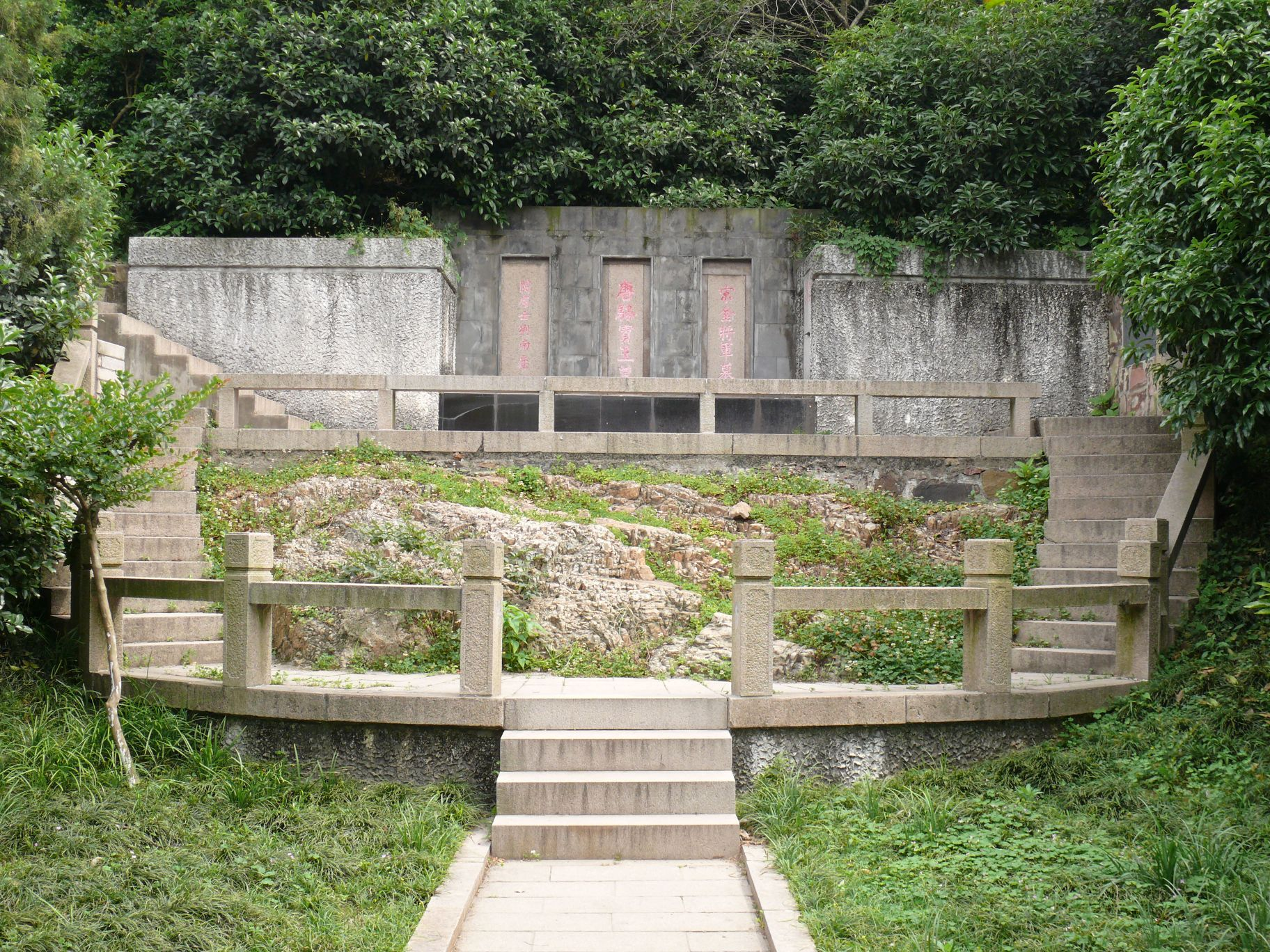
Гробница Ло Биньвана

- На берегу Янцзы расположен холм Ланшань («Волчья гора»), вершину которого венчает 5-этажная пагода Чжиюнь. Вокруг холма находится несколько гробниц (в том числе танского поэта Ло Биньвана) и буддийских храмов, парк развлечений, ботанический сад, гостиницы и рестораны. Крупнейшим храмом Ланшаня является Гуанцзяо, основанный монахом Сэнцзя в 669 году[33].

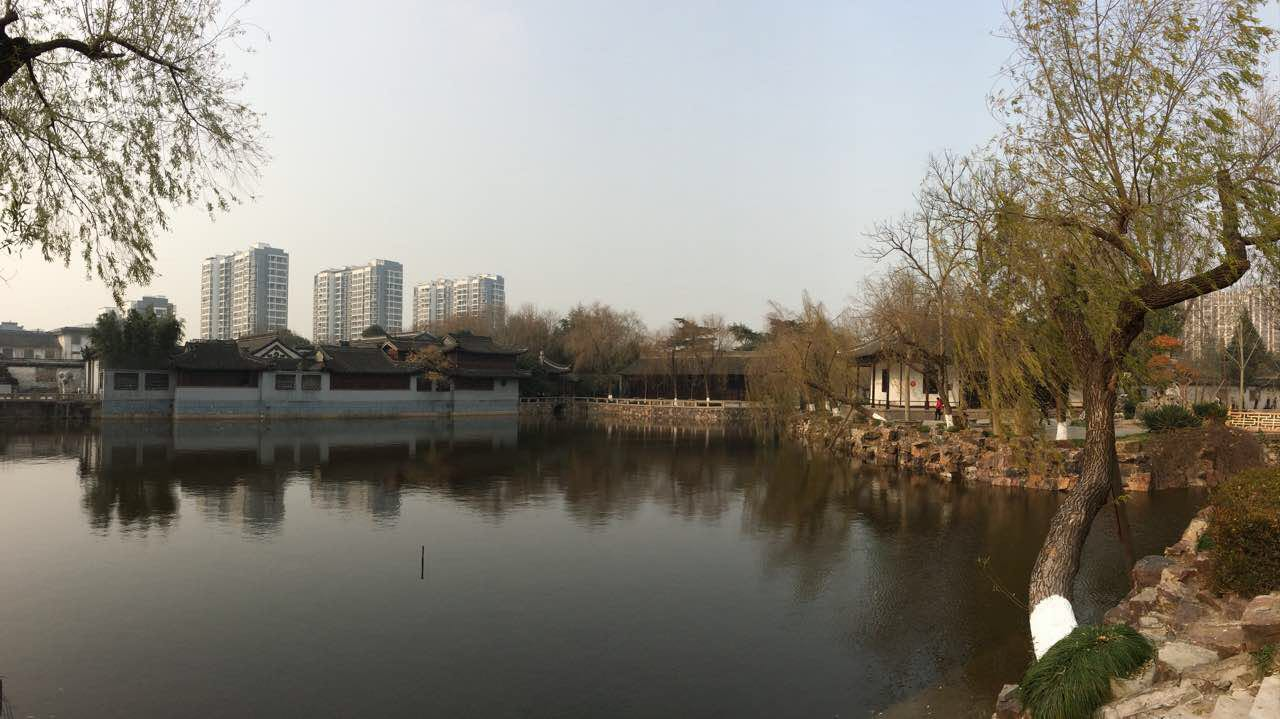
Сад Шуйхуэй

- Вдоль набережной Янцзы расположен тематический парк авианосцев, в состав которого входит авианесущий крейсер Минск[34].
- В уезде Жугао расположен сад Шуйхуэй, разбитый в период династии Мин и законченный в период династии Цин. Ранее он был известен как место встреч поэтов и философов. В саду можно осмотреть каменные мосты через каналы и водоёмы, а также старинные павильоны и особняки. В старом квартале рядом с садом Шуйхуэй находятся буддийский храм Динхуэй и даосский храм Линвэй. Храм Динхуэй был основан в 591 году в эпоху династии Суй. В период империи Сун храм серьёзно пострадал из-за междоусобных войн, а в период империи Мин — из-за набегов вокоу. Во время правления императора Ваньли Динхуэй был полностью перестроен.
- В деревне Ишэн (посёлок Чанлэ района Хаймэнь) находятся «столетние ишэнские ямы» — 42 большие ямы для брожения рисового вина возрастом более ста лет, которые до сих пор сохранили свой первоначальный вид и производственные функции[35].
- Южнее Хаймэня, на берегу Янцзы расположен сад Цзянхай — место отдыха горожан и обучения школьников. Здесь можно узнать о культуре и истории сельского хозяйства Наньтуна, осмотреть музей культуры, копию старинной деревни, плавучий мост и зерновую башню.

## Спорт
В уезде Жугао расположен Олимпийский спортивный центр вместимостью 15 тыс. человек, который является домашней ареной футбольного клуба «Наньтун Чжиюнь».

## Известные уроженцы
На территории современного Наньтуна родились драматург Ли Юй (1610), художник Ли Фанин (1696), лингвист И Цзолинь (1897), актёр и режиссёр Чжао Дань (1915), политик Сюй Цзятунь (1916), буддийский учитель Шэнъянь (1930), переводчик Ван Хуаншэн (1939), военачальник Чэнь Биндэ (1941), политик Лю Яньдун (1945), политик Ли Шэнлинь (1946), политик Сюй Шоушэн (1953), политик Дин Сюэсян (1962), политик Мяо Жуйлинь (1964), теннисист Цянь Цяньли (1965), биофизик Сяовэй Чжуан (1972), бадминтонистка Гэ Фэй (1975), гимнаст Хуан Сюй (1979), фехтовальщица Бао Инъин (1983), фехтовальщик Чжун Мань (1983), волейболистка Чжан Си (1985), бадминтонистка Ма Цзинь (1988), прыгунья в воду Чэнь Жолинь (1992).

## Города-побратимы
Наньтун является городом-побратимом следующих городов:
- Суонси, Великобритания (10 апреля 1987)
- Тоёхаси, Япония (26 мая 1987)
- Идзуми, Япония (24 апреля 1993)
- Джерси-Сити, США (2 апреля 1996)
- Тройсдорф, Германия (8 апреля 1997)
- Кимдже, Республика Корея (22 октября 1997)
- Чивитавеккья, Италия (1 декабря 1999)
- Римуски, Канада (8 сентября 2003)

## Галерея

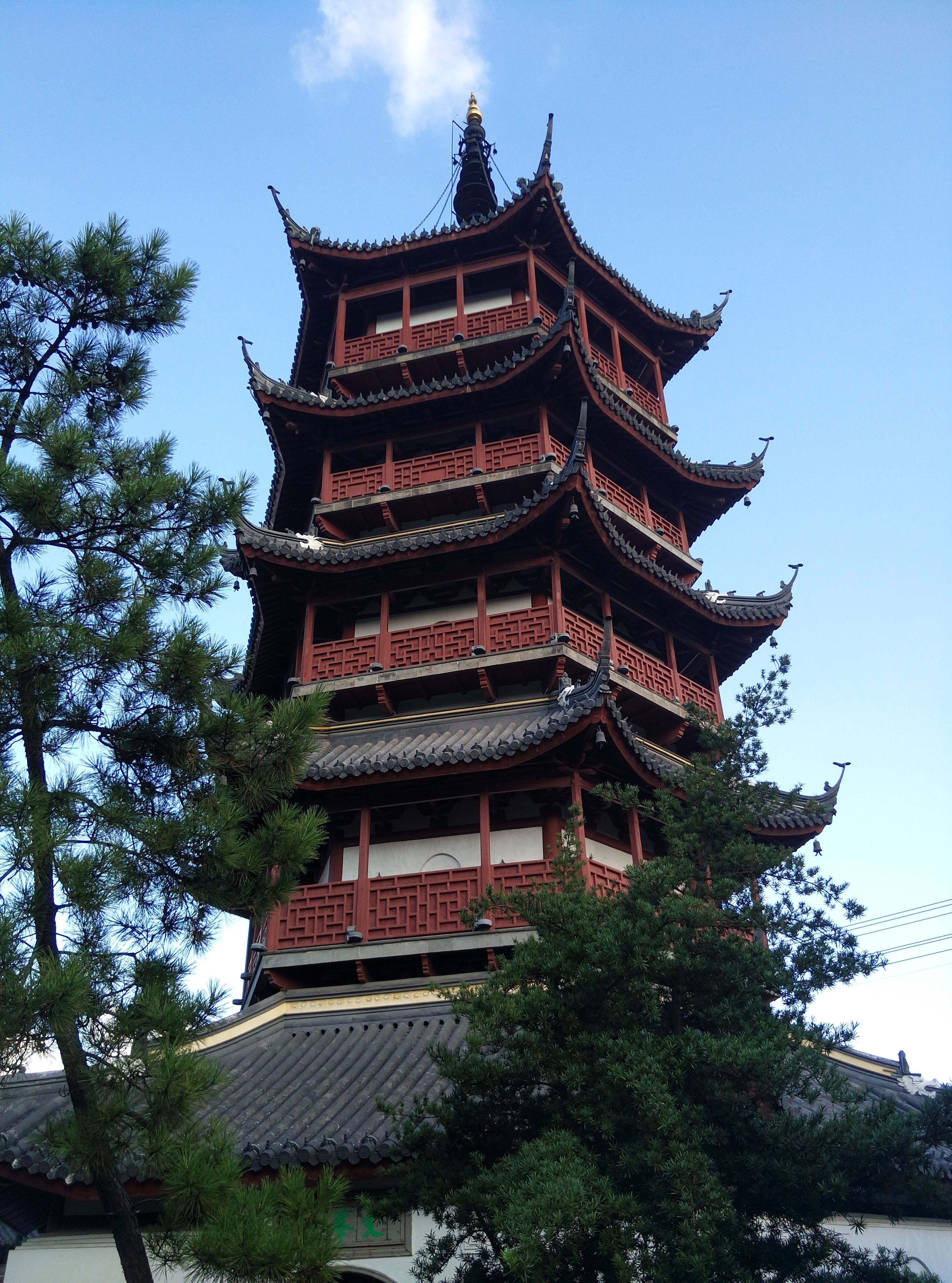
Пагода Вэньфэн
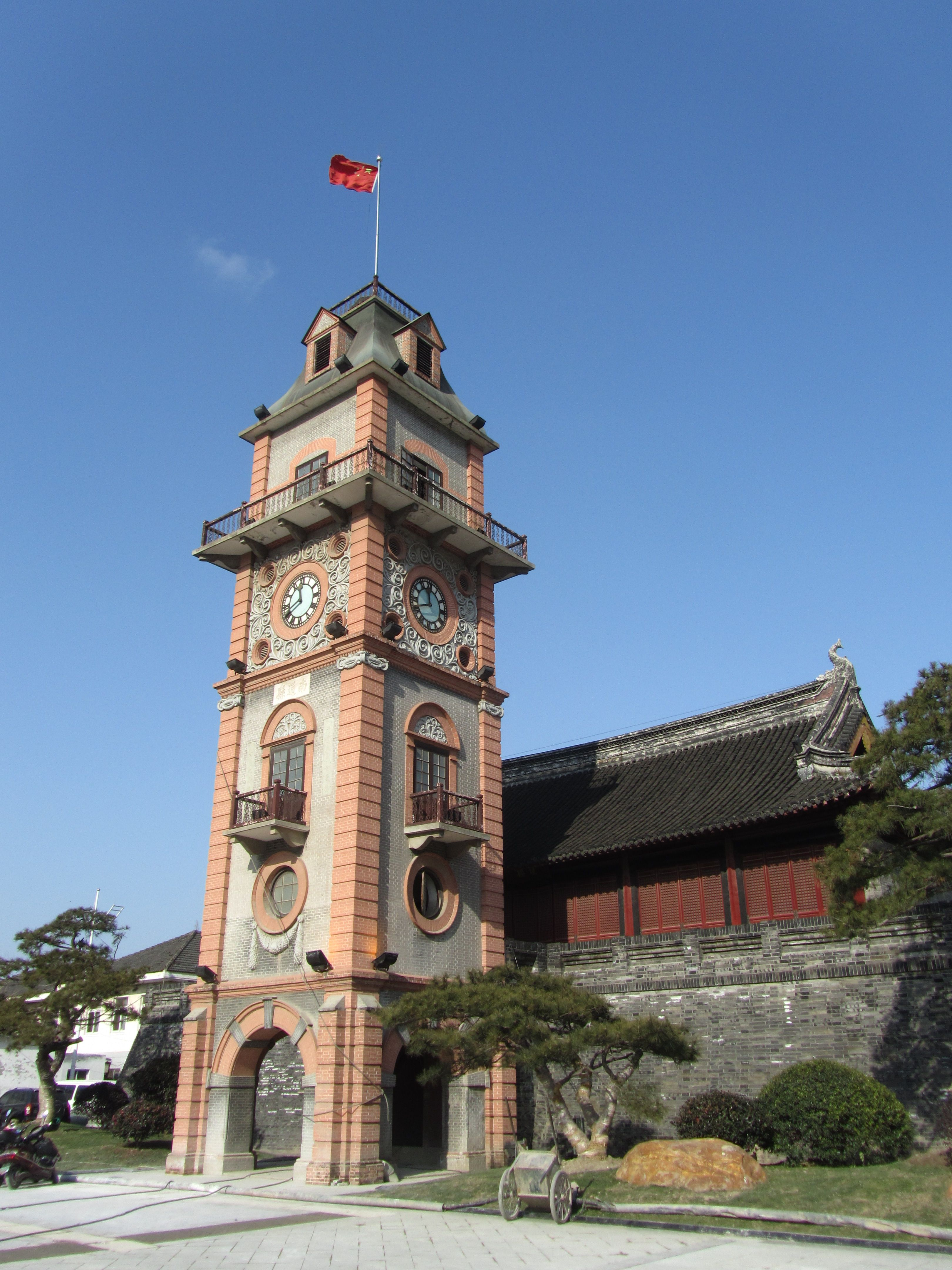
Башня с часами
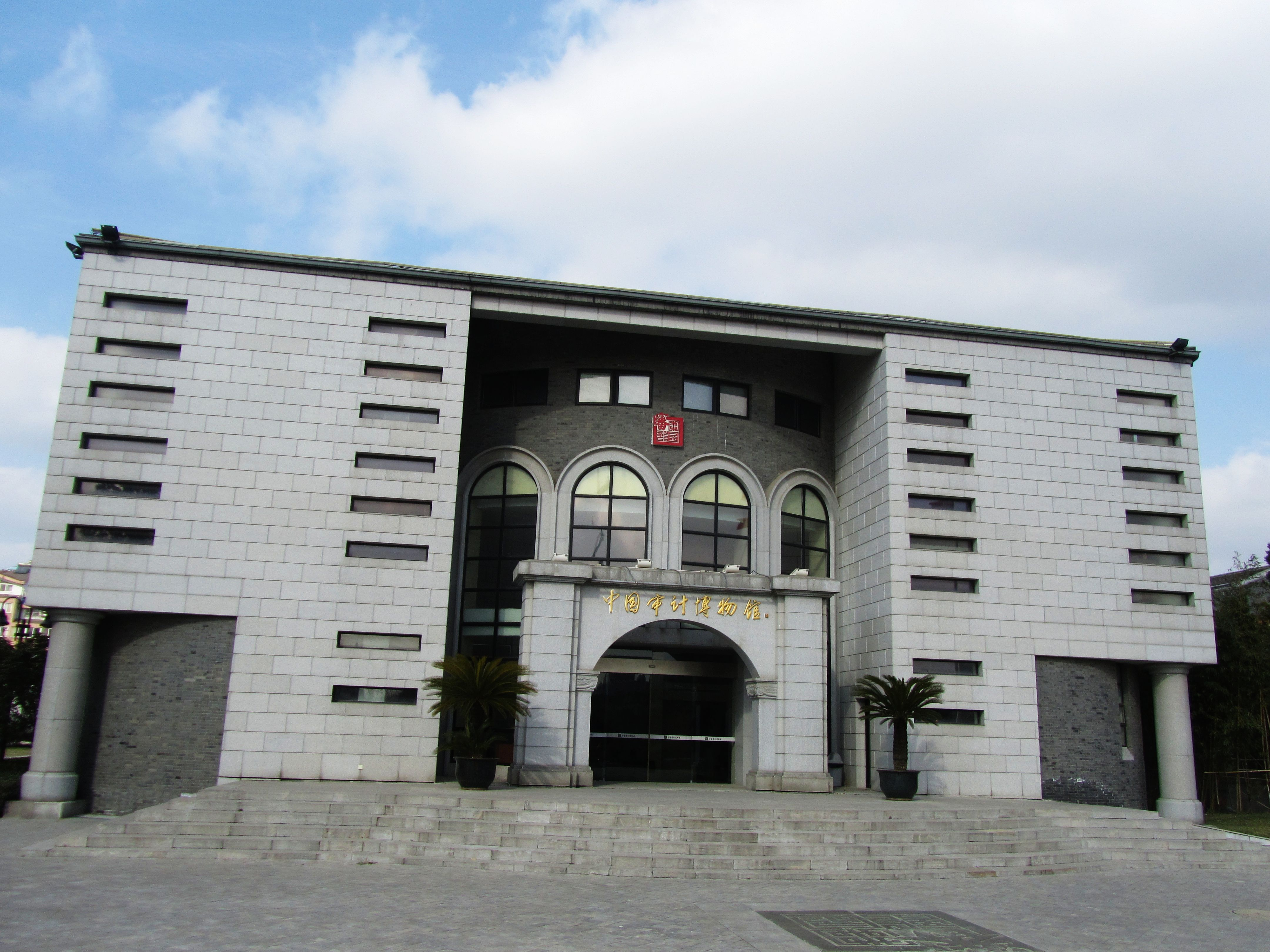
Музей аудита
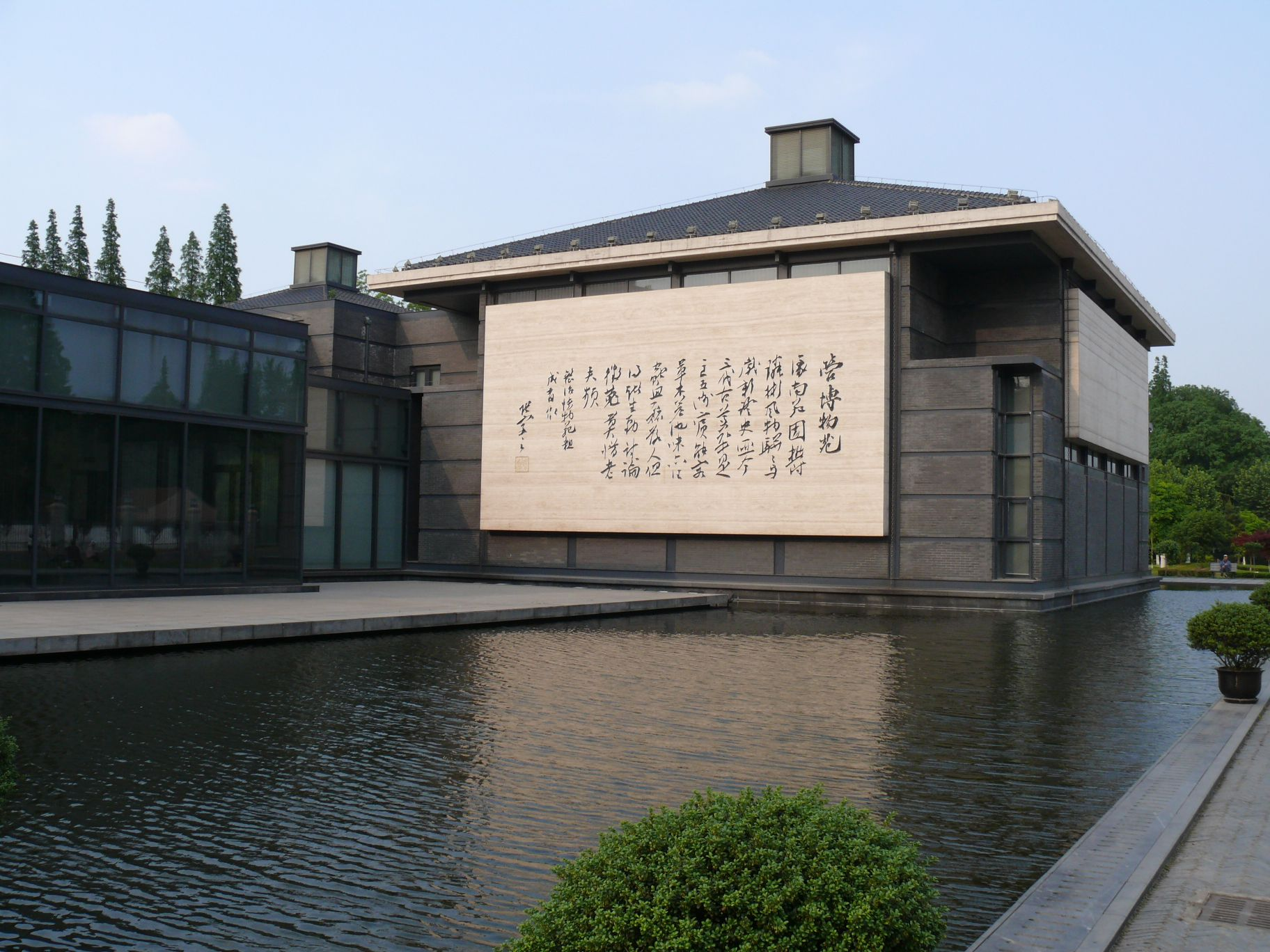
Наньтунский музей
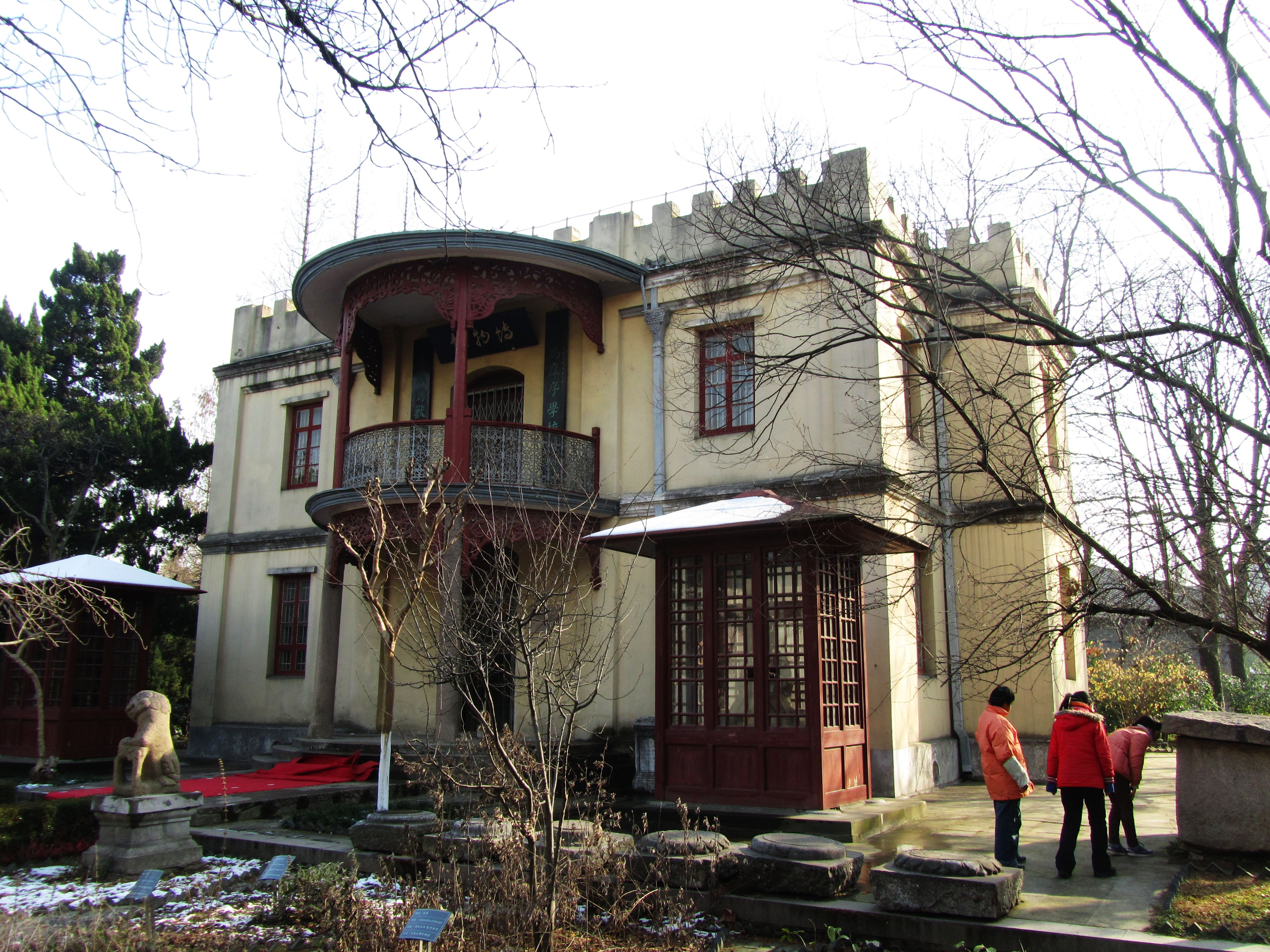
Корпус Наньтунского музея
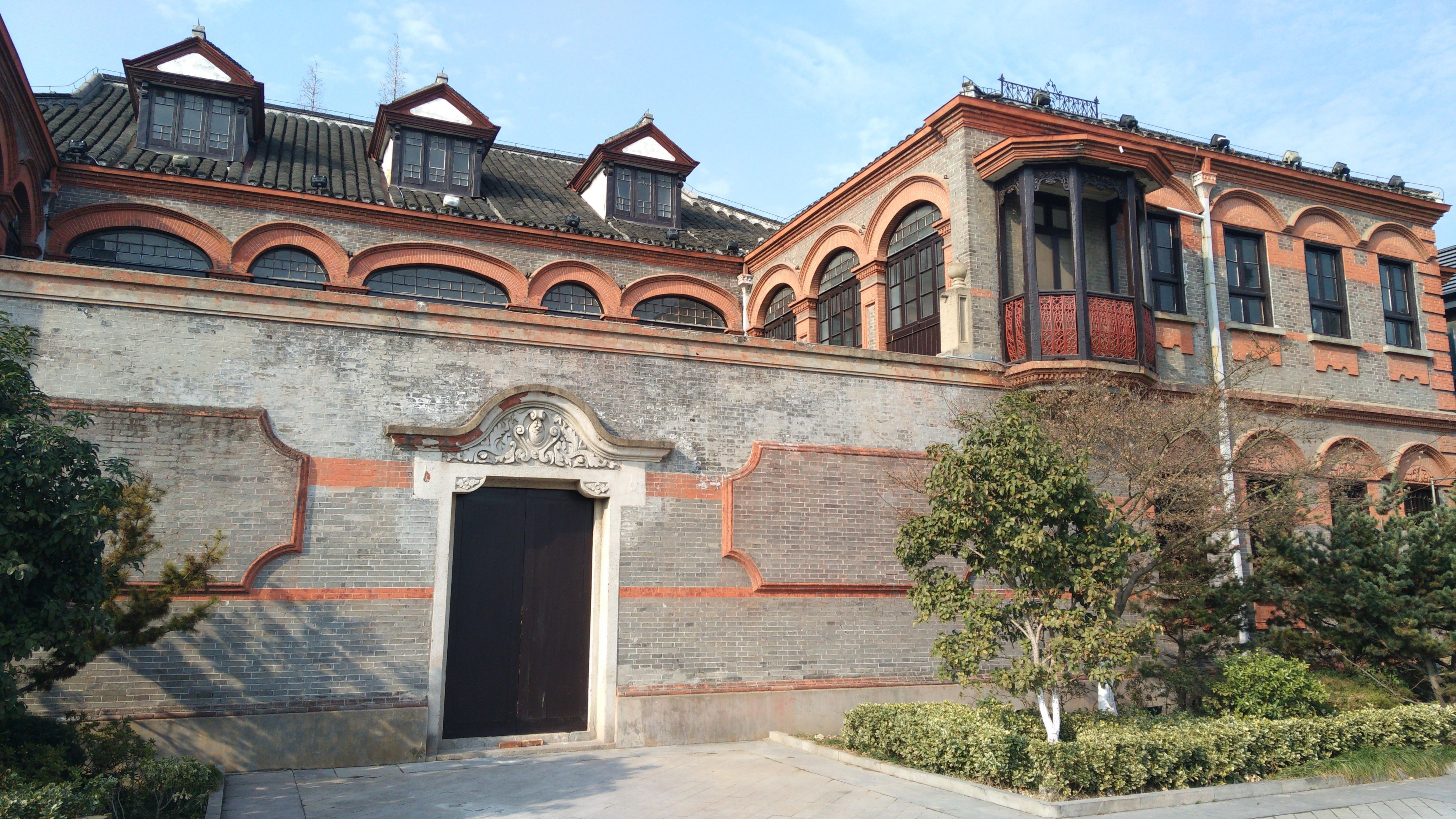
Исторический дом в Чунчуане
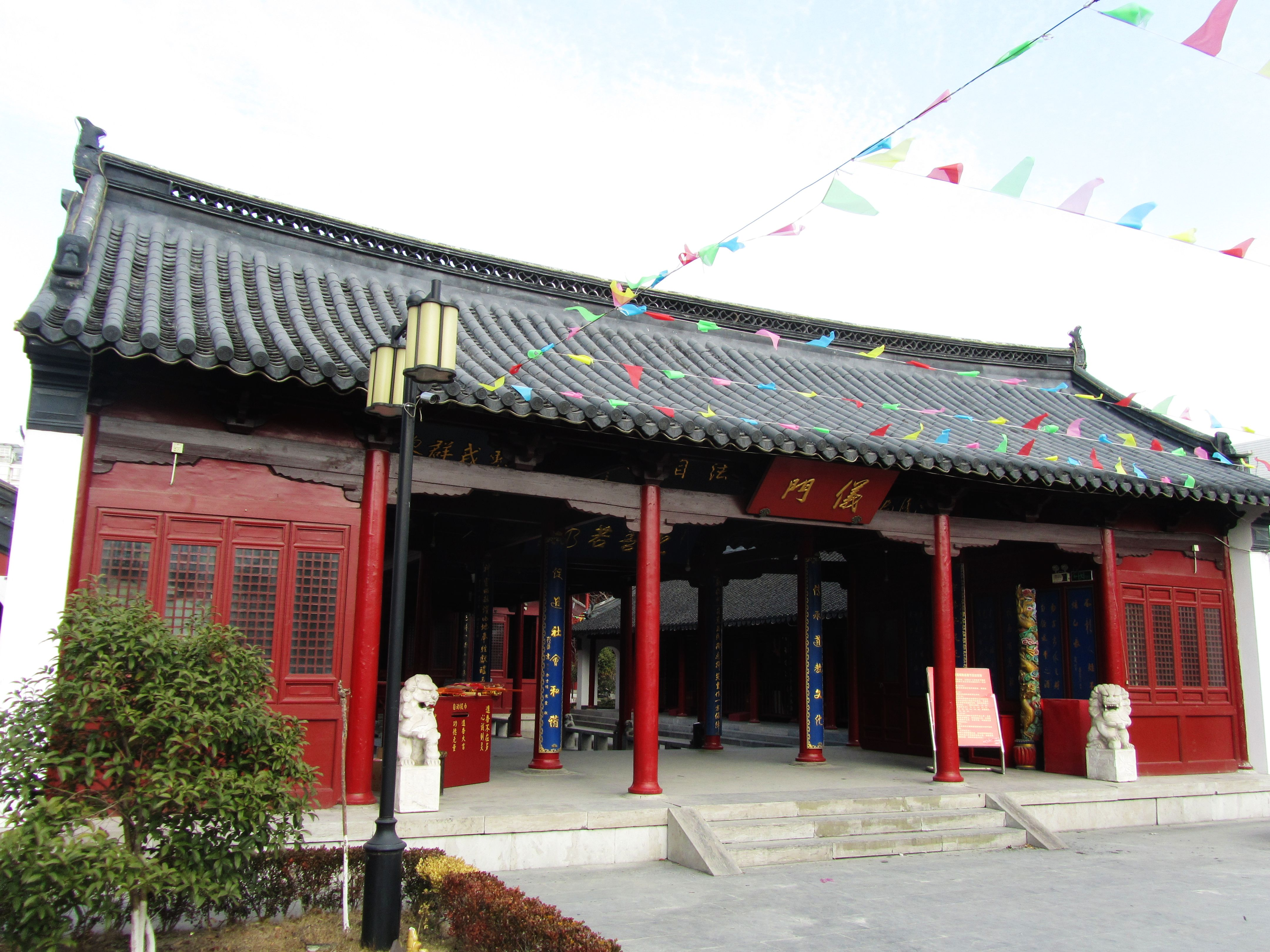
Храм в Чунчуане
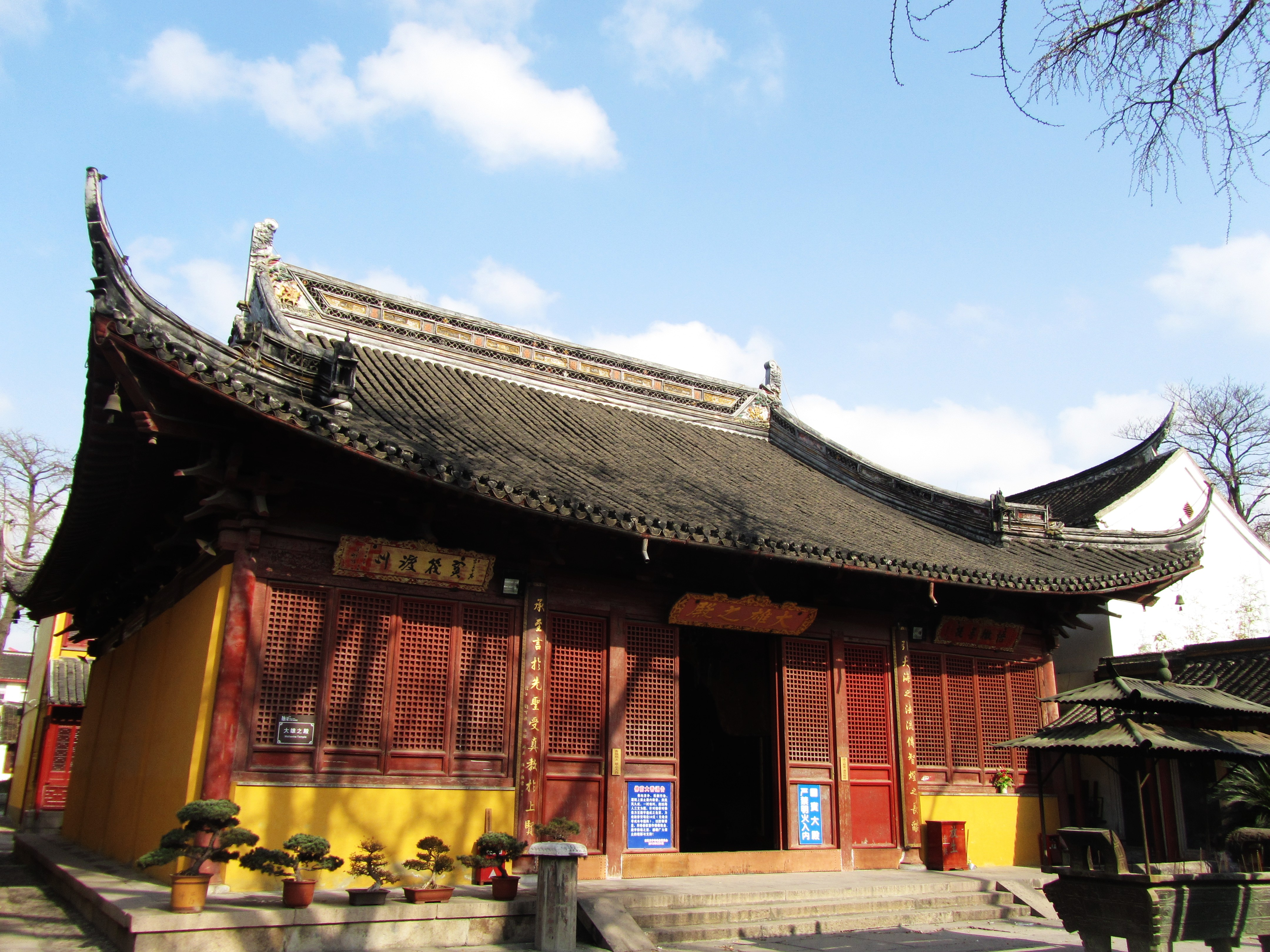
Храм Тяньнин
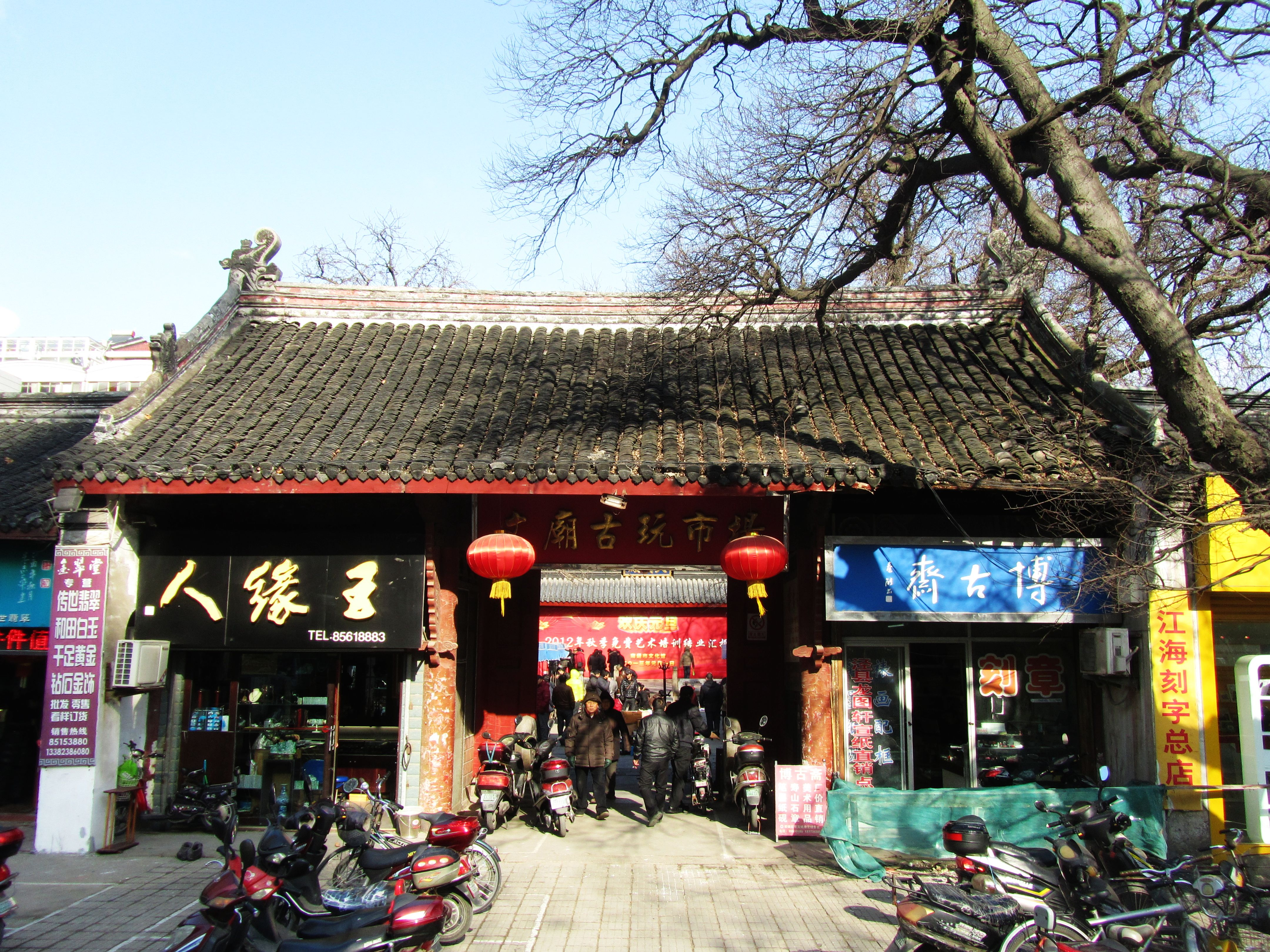
Конфуцианский храм
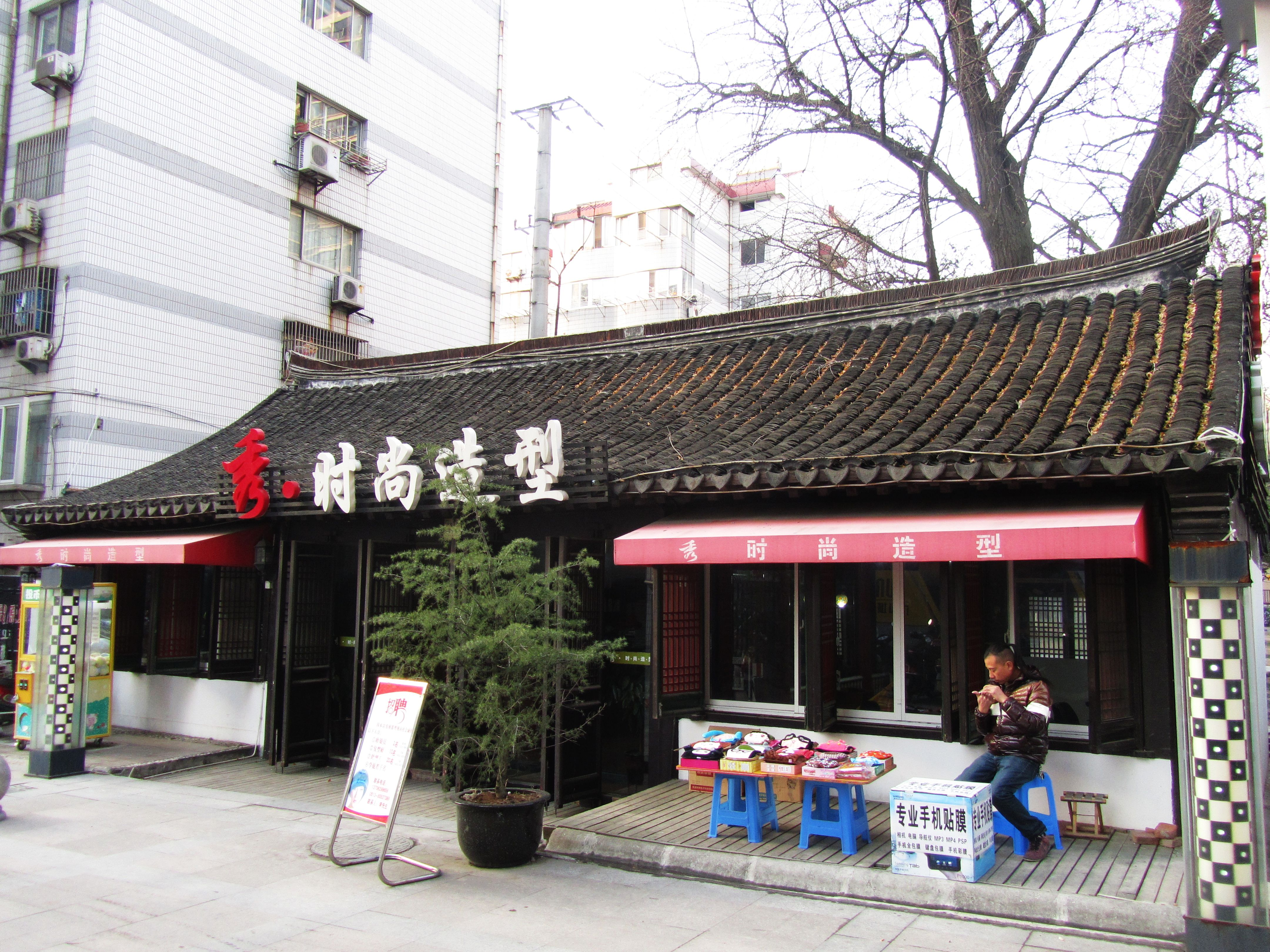
Дом эпохи Мин
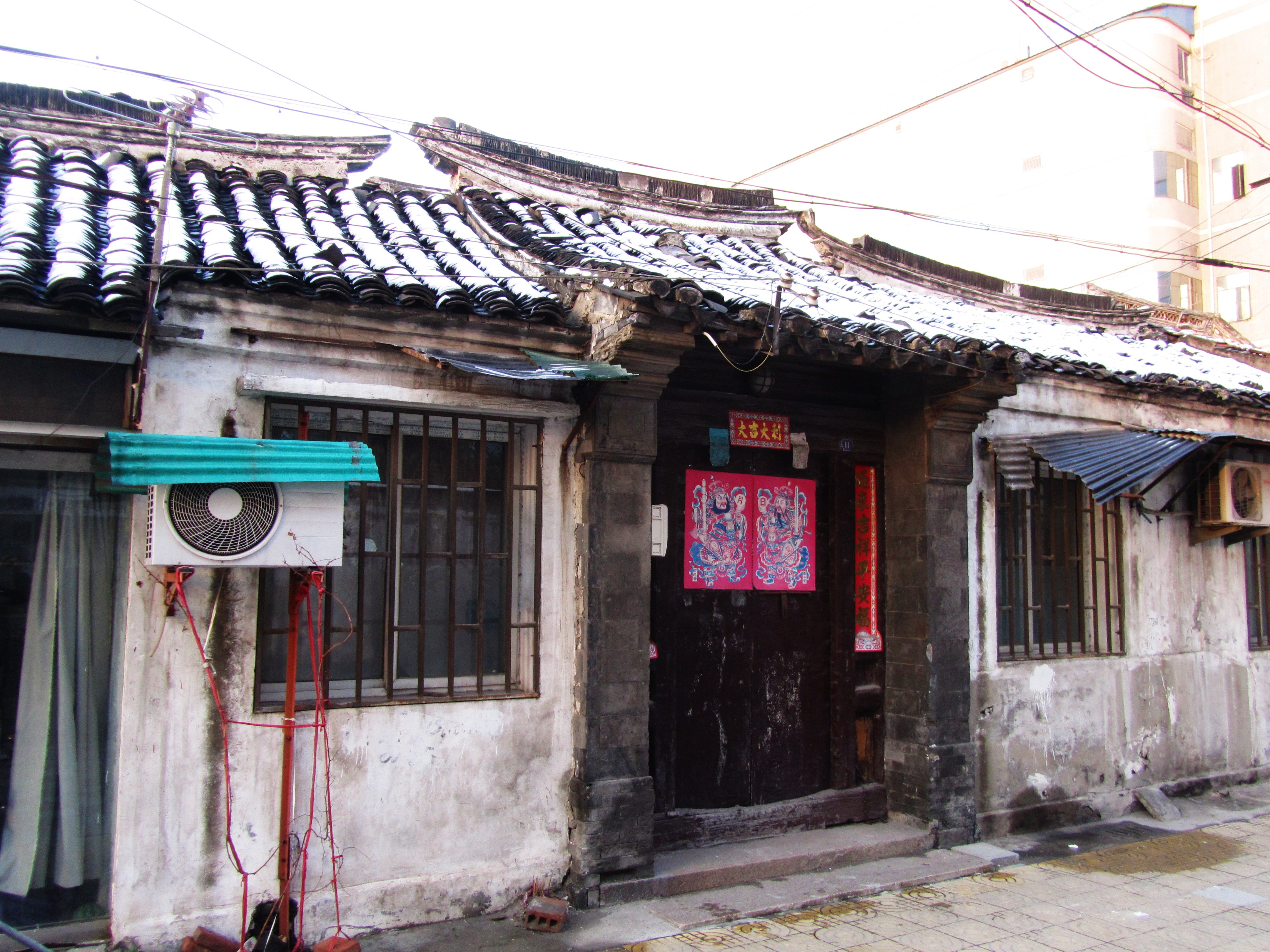
Дом эпохи Цин
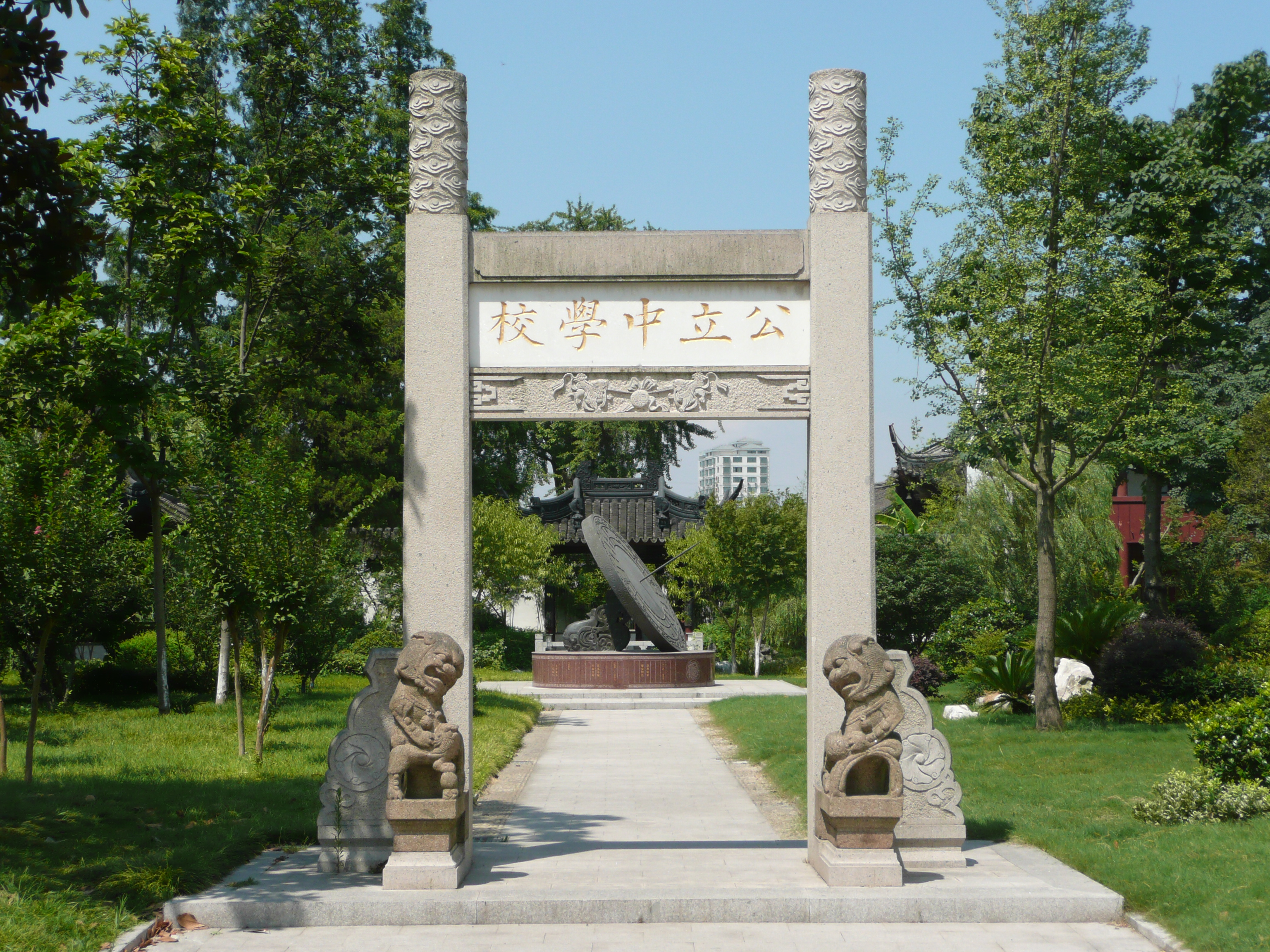
Кампус средней школы